# Hambourg
Pour les articles homonymes, voir Hambourg (homonymie).
Pour l’article ayant un titre homophone, voir Embourg.
 (décembre 2024).
 (décembre 2024).
Si vous disposez d'ouvrages ou d'articles de référence ou si vous connaissez des sites web de qualité traitant du thème abordé ici, merci de compléter l'article en donnant les références utiles à sa vérifiabilité et en les liant à la section « Notes et références ».
Hambourg (/ɑ̃.buʁ/  ; en allemand standard : Hamburg /ˈhambʊʁk/  ou localement /ˈhambʊɪ̯ç/  ; en bas-allemand : Hamborg /ˈhambɔːç/ ), officiellement la ville libre et hanséatique de Hambourg, est une ville et l'un des seize lands composant l'Allemagne. Située dans le nord du pays, près de l'embouchure de l'Elbe et à proximité de la mer du Nord, Hambourg est par sa population la deuxième ville d'Allemagne (après Berlin) et le premier port du pays. Elle est également le troisième port d'Europe quant au volume de marchandises échangées, derrière Rotterdam et Anvers.
La ville s'étend sur 755 km2 et compte plus de 1,9 million d'habitants. Au XIIe siècle, Hambourg était membre fondateur de la Ligue hanséatique. Cette ancienne appartenance est encore aujourd'hui revendiquée par la ville, comme élément caractéristique de son identité. C'est ainsi que le code de la ville sur les plaques d'immatriculation des véhicules est HH, ce qui signifie Hansestadt Hamburg.
C'est également une ville au tourisme actif, ce qu'elle doit notamment à son architecture, à son réseau de canaux et aux abords luxuriants de l'Alster, rivière formant un lac artificiel au cœur de la ville. Elle dispose de très nombreux théâtres et musées, notamment la célèbre Kunsthalle ou le récent « Bucerius Kunst Forum », qui accueille des expositions temporaires. Hambourg dispose d'un quartier entier voué à la vie nocturne : Sankt Pauli et sa Reeperbahn, lieu de toutes les extravagances et libéralités.
En 2019, Hambourg a rejoint le mouvement Fab City, suivant l'appel lancé par le maire de Barcelone, Xavier Trias, à ce que toutes les villes du monde deviennent autosuffisantes pour 2054.

## Géographie

### Situation
Hambourg se trouve à une latitude de 53°33'2" nord, longitude de 9°59'36" est, à l'altitude de 6 m.
Hambourg est située au confluent de l'Alster, de la Bille et de l'Elbe, et à 110 km de l'embouchure de l'Elbe dans la mer du Nord. L'Elbe est navigable même pour les porte-conteneurs de gros tonnage. Le port de Hambourg était en 2013 le quinzième port du monde et deuxième européen derrière Rotterdam, pour le transport de conteneurs.
Le territoire urbain s'étend sur 755 km2, soit un peu moins que la surface de la Métropole du Grand Paris, pour quatre fois moins d'habitants (cette dernière en compte environ 7 millions), et moitié moins que la surface du Grand Londres. Les 30 m2 d'espace habitable par personne font de Hambourg la grande ville offrant la plus grande surface habitable moyenne du monde. C'est également une ville très verte, et l'on estime que plus de 14 % de la surface urbaine est occupée par des espaces verts et de détente.
Les îles de Neuwerk, Scharhörn et Nigehörn, à 100 km du centre dans le parc national de la mer des Wadden de Hambourg, font également partie de la ville de Hambourg.

### Climat
Le climat de Hambourg est influencé par la proximité de la mer du Nord, avec des masses maritimes venant de l'Atlantique et son emplacement dans la plaine d'Europe du Nord à bas-relief. Le climat de Hambourg est ainsi océanique (Cfb selon la classification Köppen-Geiger). Le vent souffle majoritairement du sud-ouest, apportant des pluies fréquentes tombant souvent sous forme de bruine accompagnée d'une forte brise, une caractéristique climatique des pays occidentaux donnant sur la mer du Nord. Ce phénomène est communément appelé Schmuddelwetter (de) en Allemagne du Nord.
Les hivers sont froids, bien que plus doux que dans l’Est continental et le Sud vallonné et montagneux de l’Allemagne. C’est ainsi que Hambourg connaît en moyenne un Noël blanc sur neuf, Munich toutes les deux années et Dresde tous les cinq ans. Les températures maximales moyennes varient entre 5 °C et 12 °C. En hiver, le soleil se fait voir entre deux et trois heures par jour. Un ciel couvert est généralement la norme et les quelques heures d'ensoleillement sont souvent associées aux épisodes glaciaux, quand le vent tourne pour souffler de l'est ou du nord-est.
Au printemps, le soleil apparaît plus fréquemment dès le 13 mars. De belles journées associées à des températures atteignant les 20 °C se font plus fréquentes dès la mi-avril. Pour ce qui est du nombre de jours de pluie, le printemps est généralement la saison la moins pluvieuse à Hambourg.
Les étés sont doux, souvent modérés par la brise continue de Hambourg et les averses de pluie qui surviennent 11 jours par mois en moyenne. En revanche, orages et fortes pluies surviennent rarement dans la ville hanséatique. Bien que la moyenne maximale soit de 23 °C durant les mois de juillet et août, des températures allant jusqu'à 28 °C ne sont pas rares. Le 20 juillet 2022, la température atteint 40,1 °C. Ainsi, les stations balnéaires de la Baltique et de la mer du Nord telles que Cuxhaven et Sankt Peter-Ording sont des excursions populaires permettant aux Hambourgeois de profiter d'une baignade rafraîchissante durant les jours chauds de l'été.
Hambourg est lente à se refroidir, étant donné sa proximité de l'océan. Les Hambourgeois ont tout de même droit à quelques jours de beau temps grâce à l'Altweibersommer, le fameux été indien allemand. Mais à partir de mi-octobre, la ville hanséatique est exposée à de fréquentes dépressions maritimes de forces comparables à celles d'un ouragan. Récemment, la tempête Christian fin octobre 2013 et la tempête Xaver début décembre 2013 ont balayé la ville de Hambourg,. L'ouragan Xaver a entraîné la hausse du niveau de l'Elbe jusqu'à 6,50 m, le plus haut depuis 1962, et par suite inondé plusieurs quartiers de la ville, notamment ceux situés près du port.
| Mois                              | jan. | fév. | mars  | avril | mai   | juin  | jui.  | août  | sep.  | oct.  | nov. | déc. | année   |
| --------------------------------- | ---- | ---- | ----- | ----- | ----- | ----- | ----- | ----- | ----- | ----- | ---- | ---- | ------- |
| Température minimale moyenne (°C) | −1,1 | −1   | 1,1   | 3,8   | 7,7   | 10,6  | 13,2  | 13    | 9,9   | 6,2   | 2,6  | −0,4 | 5,5     |
| Température moyenne (°C)          | 1,6  | 1,9  | 4,6   | 8,6   | 12,9  | 15,6  | 17,6  | 17,6  | 14    | 9,8   | 5,4  | 2,2  | 9,4     |
| Température maximale moyenne (°C) | 3,9  | 4,6  | 8,2   | 13,3  | 17,8  | 20,1  | 22,8  | 22,5  | 18,4  | 13,4  | 7,9  | 4,3  | 13,1    |
| Ensoleillement (h)                | 46,9 | 69   | 108,8 | 171,6 | 223,4 | 198,7 | 217,5 | 203,1 | 144,6 | 107,9 | 53   | 37,4 | 1 581,9 |
| Précipitations (mm)               | 67,8 | 49,9 | 67,7  | 43    | 57,4  | 78,6  | 76,7  | 78,9  | 67,4  | 67    | 69,2 | 68,9 | 792,6   |

## Histoire
- Article détaillé en allemand : Geschichte Hamburgs

### Préhistoire et antiquité
Les traces d’occupation humaine les plus anciennes dans la région de Hambourg remontent au Paléolithique final, avec la  Culture de Hambourg (env. 15 500 - 13 100 ans avant le présent), puis la culture d'Ahrensburg (env. 12 900 –11 700 BP), attestée par des fouilles sur les sites hambourgeois de Farmsen-Berne et de Fischbeker Heide.
À l’Âge du bronze danois (env. 2200–500 av. n. è.), la région de la Basse-Elbe relève de la culture nordique, attestée par des tumulus et dépôts d’objets en bronze mis au jour notamment à Fischbeker Heide et dans le Geest hambourgeois.
À l’âge du Fer pré-romain et romain (env. Vè siècle av. n. è. – IVe siècle de n. è.), la région de la Basse-Elbe relève de la culture de Jastorf et de ses prolongements. L’archéologie y a mis au jour des nécropoles à incinération et des habitats, bien documentés à l’échelle régionale, même si les vestiges directement attribuables au site de l’actuelle Hambourg demeurent rares. Les sources antiques mentionnent plusieurs peuples germaniques dans le couloir Weser–Elbe, dont les Chauques et, selon Tacite, les Langobards. Les traditions rapportées par Paul Diacre situant l’origine des Lombards dans cette région sont tardives et de valeur discutée.
Selon Ptolémée, un port nommé Treva se trouvait dans ce périmètre dans l'Antiquité germanique.
À partir du IVe siècle, l’archéologie montre la présence de groupes germaniques installés durablement sur les rives de l’Elbe, attestée par des nécropoles et un tumulus à Schnelsen. Ces populations sont parfois associées par les historiens aux Saxons, dont les sources écrites ne mentionnent toutefois l’implantation dans la région qu’à partir du haut Moyen Âge.

### Haut Moyen-Âge
Dès le VIIe siècle, les tribus saxonnes sont intégrées progressivement dans l’orbite franque à l’époque carolingienne. La conquête par Charlemagne, achevée après les guerres saxonnes (772–804), entraîne l’intégration de Hambourg et de la basse Elbe dans l’Empire, l’établissement d’un réseau de fortifications et la christianisation forcée de la population.
Au début du VIIIe siècle est édifiée la Hammaburg (de), une fortification sur un promontoire à l’embouchure de l’Alster, destinée à servir de mission chrétienne dans le Nord. Les fouilles archéologiques menées en 2005‑2006 ont mis en évidence trois phases de construction successives (Hammaburg I vers 800, II entre 817‑822, III autour de l’an 900) correspondant à une expansion progressive de l’édifice. Selon Adam de Brême, le siège archiépiscopal fut établi là par Anschaire de Brême, sous l’égide de Louis le Pieux en 831, pour évangéliser le nord.
Au IXe siècle, la Hammaburg est détruite par des raids vikings et par les Slaves abodrites peu après la division de l’empire carolingien en 843. Le siège de l’archevêché est alors déplacé à Brême, bien que le titre d’archevêque de Hambourg-Brême soit conservé.
Au Xe siècle, la région de Hambourg relève de la marche tenue par les Billung : en 936, Otton Ier confie à Hermann Billung le commandement militaire (princeps militiae) et l’administration de la marche au nord de l’Elbe ; l’autorité de la lignée se maintient jusqu’à l’extinction des Billung avec Magnus en 1106,.
Au XIIe siècle, sous Adolphe III de Schauenburg et Holstein, un nouveau centre urbain est fondé sur la rive ouest de l’Alster. Une charte attribuée à Frédéric Barberousse en 1189 accorde des droits de navigation et des privilèges commerciaux, bien que son authenticité fasse encore débat.

### La Hanse
Hambourg rejoint la Hanse au XIIIe siècle, devenant rapidement un centre névralgique du commerce nord-européen. En 1189, l’empereur Frédéric Barberousse aurait accordé à la ville une charte garantissant la libre circulation des marchandises sur l’Elbe jusqu’à la mer du Nord, ce qui permit à Hambourg de consolider son statut de ville portuaire autonome. En 1241, Hambourg conclut avec Lübeck un traité de coopération commerciale souvent considéré comme l’acte fondateur de la Hanse. À partir du XIVe siècle, Hambourg exporte principalement de la bière, du grain et de la viande, comme l’attestent les registres municipaux conservés dans les archives de la ville.
Par son accès maritime et ses privilèges commerciaux, Hambourg devient un relais stratégique dans le réseau des comptoirs (kontore) hanséatiques à Bruges, Bergen, Novgorod ou Londres. La ville participe activement aux Hansetage, assemblées irrégulières de la ligue, dont les décisions sont partiellement conservées dans les recueils appelés Hanserezesse. L’absence d’institutions centrales stables dans la Hanse n’empêche pas Hambourg d’exercer une influence significative sur les échanges entre la mer du Nord, la Baltique et l’intérieur de l’Empire.

### De la Réforme (1529) au Traité de Westphalie (1648)
Après l’adoption officielle du luthéranisme en 1529, Hambourg s’affirme comme un pôle religieux majeur du nord de l’Empire. La ville adhère à la Confession évangélique sans conflit armé, organisant l’élection de Johannes Aepinus comme pasteur à St‑Peter dès octobre 1529, et adoptant l’Ordnung de Johann Bugenhagen. Hambourg rejoint en 1536 la Ligue de Smalkalde, renforçant ses liens avec d’autres cités impériales protestantes. Parallèlement, l’économie se développe : la bourse de Hambourg est fondée en 1558 et la banque Berenberg voit le jour vers 1590. Durant la guerre de Trente Ans, la ville conserve son indépendance, fortifiée par Jan van Valckenborgh entre 1616 et 1625, avec la construction de la Neustadt, un nouveau quartier selon un plan en damier, qui modernise l’urbanisme local. Le Traité de Westphalie en 1648 confirme le statut de ville impériale libre, met fin à la domination ecclésiastique sur le Dombezirk et consolide l’autonomie politique de la cité.

### De 1648 à l’invasion napoléonienne
Suite au traité de Westphalie (1648), Hambourg renforce son autonomie et se transforme en centre commercial international : marchandises telles que le sucre, le tabac, le sel, le cuir et le fer transitent entre la Baltique, l’Angleterre, la Méditerranée et l’Europe centrale. Les relations avec des compagnies étrangères, notamment la Compagnie Ecossaise des Indes et d'Afrique en 1696‑97, illustrent l’ouverture financière et maritime de la cité. La ville connaît un essor culturel marqué : le premier opéra permanent allemand ouvre en 1678 sur le Gänsemarkt, suivi par la fondation du Théâtre national en 1767. Hambourg reste restée libre et neutre jusqu’à l’effondrement du Saint‑Empire : après 1806, elle conserve ses privilèges, mais est brièvement annexée par Napoléon entre 1810 et 1814, devenant capitale du département des « Bouches-de-l’Elbe ». La résistance civile s’organise avec la Milice Citoyenne Hambourgeoise et la Légion Hanséatique, et le siège de la ville durera plus d’un an avant la libération par les troupes russes sous le général Bennigsen en 1814. Le Congrès de Vienne en 1815 confirme son indépendance dans la Confédération germanique.

### XIXesiècle
Au XIXe siècle, Hambourg connaît une expansion démographique et économique rapide. Sa population quadruple alors, dépassant 800 000 habitants grâce à l’essor du commerce maritime et son rôle de porte d’émigration vers l’Amérique. Le Grand Incendie de 1842, du 4 au 8 mai, ravage un tiers de la ville, détruisant la mairie et trois églises, causant 51 décès et 20 000 sans-abri ; la reconstruction s’étale sur quarante ans et inclut la mise en place du premier système d’égouts moderne en Europe. En 1860, la constitution semi-démocratique instaure l’élection du Sénat par les hommes adultes payant un impôt, institue la séparation des pouvoirs et des libertés fondamentales. Hambourg rejoint la Confédération de l’Allemagne du Nord (1866) puis l’Empire allemand en 1871 tout en conservant son statut autonome jusqu’à la République de Weimar.

### De l’Empire allemand à la crise de 1929 (1871–1929)
Après son intégration dans l’Empire allemand en 1871, Hambourg conserve un statut de cité-État autonome et reste hors de l’union douanière jusqu’en 1888. La négociation menée par Johannes Versmann, premier bourgmestre de la ville, permet la création d’un port franc, avec maintien des privilèges des marchands hambourgeois dans la Speicherstadt. Le port se modernise : les bassins Sandtorhafen (1863–66), Grasbrookhafen (1872–81), Magdeburger Hafen (1872) et Baakenhafen (1887) sont construits pour accueillir les cargos à vapeur. Le quartier de la Speicherstadt se développe comme centre de stockage et de commerce de marchandises, marqué dès 2015 comme patrimoine mondial UNESCO. Hambourg devient aussi le principal port d’émigration vers l’Amérique et centre d’armateurs : la Hamburg-America Line devient la première compagnie transatlantique vers 1900. Sur le plan social, la population quadruple en quelques décennies, alimentée par l’industrialisation, les échanges et l’immigration. La ville développe des institutions culturelles et scientifiques, comme le MARKK (musée d’ethnologie, 1879). Politiquement, Hambourg demeure une démocratie urbaine sous l’Empire et la République de Weimar, typiquement gérée par une élite commerçante traditionnelle.
En 1892, une grave épidémie de choléra fait près de 8 600 morts ; le scandale sanitaire affaiblit les autorités municipales et accélère le processus de centralisation administrative.

### De la crise de 1929 à 1945 (1929–1945)
La crise économique de 1929 frappe durement Hambourg : l'effondrement du commerce maritime mondial provoque une chute brutale des activités portuaires, un chômage massif et une instabilité politique accrue. En 1933, le parti nazi prend le contrôle des institutions locales : Karl Kaufmann est nommé Gauleiter et Reichsstatthalter, la ville est soumise à la Gleichschaltung, et les structures républicaines sont démantelées. La communauté juive est persécutée, notamment lors de la Nuit de Cristal (1938), suivie de déportations.
Entre le 24 juilletet le 3 août 1943, l'opération Gomorrha menée par la Royal Air Force et l'USAAF détruit une grande partie de la ville : plus de 30 000 morts et environ un million de sans-abris. Malgré la répression, un réseau de résistance existe, comme le groupe Bästlein-Jacob-Abshagen, actif dans les chantiers navals Blohm & Voss. Hambourg est occupée sans combats le 3 mai 1945 par les troupes britanniques du général Montgomery.

### Reconstruction et République fédérale (1945–1989)
Occupée par les Britanniques jusqu’en 1949, Hambourg entame une vaste reconstruction sous le plan Schumacher, avec des quartiers entiers réorganisés, une architecture fonctionnelle et un réseau de transport modernisé. Le port retrouve sa place stratégique dans l'économie ouest-allemande et se réoriente vers l'activité conteneurisée dès les années 1960–70. Parallèlement, naissent des mouvements alternatifs urbains : la Rote Flora et les squats comme Hafenstraße dans les années 1970 incarnent la contestation sociale et écologique. Le tissu culturel se renforce : la cité devient un centre de médias, de sciences et de recherche, avec l'implantation de grandes entreprises comme Der Spiegel, DESY ou Gruner + Jahr.

### Réunification à aujourd’hui (1989–présent)
Après la réunification allemande en 1990, Hambourg entre dans une phase de transformation urbaine et économique : le projet HafenCity débute en 2001 sur l'ancien espace portuaire, destiné à devenir le plus grand quartier urbain d'Europe avec logements, bureaux et équipements culturels, incluant l'Elbphilharmonie inaugurée en 2017. Ce quartier symbolise la transition post-industrielle vers une ville tertiaire et culturelle. Hambourg vise également des politiques écologiques ambitieuses : capitale verte de l'UE en 2011, la ville gère les tensions entre gentrification, logistique portuaire et crise du logement. L'accueil de réfugiés, la diversification culturelle et les défis de mobilité urbaine structurent les politiques municipales contemporaines.

### Chronologie

#### Les débuts
- Vers 811 : construction d'une première église dans l'enceinte du Hambourg précarolingien.
- 830 : fondation de Hambourg.
- 831 : fondation d'un évêché par Louis le Pieux. Le premier évêque fut Anschaire.
- 832 : Hambourg est érigée en archidiocèse par le pape Grégoire IV ; la ville devient la base de départ des missionnaires chrétiens vers la Scandinavie. Anschaire (834–865) en est le premier archevêque.
- 845 : Hambourg est totalement détruite par un raid viking, mais la ville renaît rapidement de ses cendres et obtient le droit de marché.
- 964 : le pape (ou antipape) Benoît V le Grammairien est chassé de Rome par Othon Ier, le premier empereur du Saint-Empire romain germanique, et banni à Hambourg.
- 1066, 1072 : plusieurs raids contre la ville, qui ne cesseront qu'en 1093 avec la christianisation.
- À partir de 1111 : début du commerce au-delà des limites de la ville.
- 1189 : le 7 mai, l'empereur Frédéric Barberousse aurait accordé la charte de ville libre d'Empire à Hambourg, en remerciement de l'assistance fournie lors de sa croisade en Terre sainte, et confirme les privilèges de commerce, de douane et de navigation sur la Basse Elbe. Ce jour est toujours célébré comme anniversaire du port. Dès l'origine, des soupçons laissent penser que la charte serait un faux fabriqué par les marchands de Hambourg.
- 1195 : l'église Saint-Pierre, première église paroissiale, est mentionnée.

#### La Hanse
- 1241 : la Hanse teutonique est constituée avec la ville de Lübeck.
- 1255 : l'église Saint-Jacques est fondée.
- ~1350 : la peste noire atteint Hambourg et y cause 30 000 morts. L'église Sainte-Catherine, église du quartier marchand et commerçant, est mentionnée.
- 1401 : au cours de la lutte contre la piraterie, le chef des pirates le plus célèbre, Klaus Störtebeker, est exécuté.
- 1510 : le Reichstag d'Augsbourg fait de Hambourg une ville impériale.

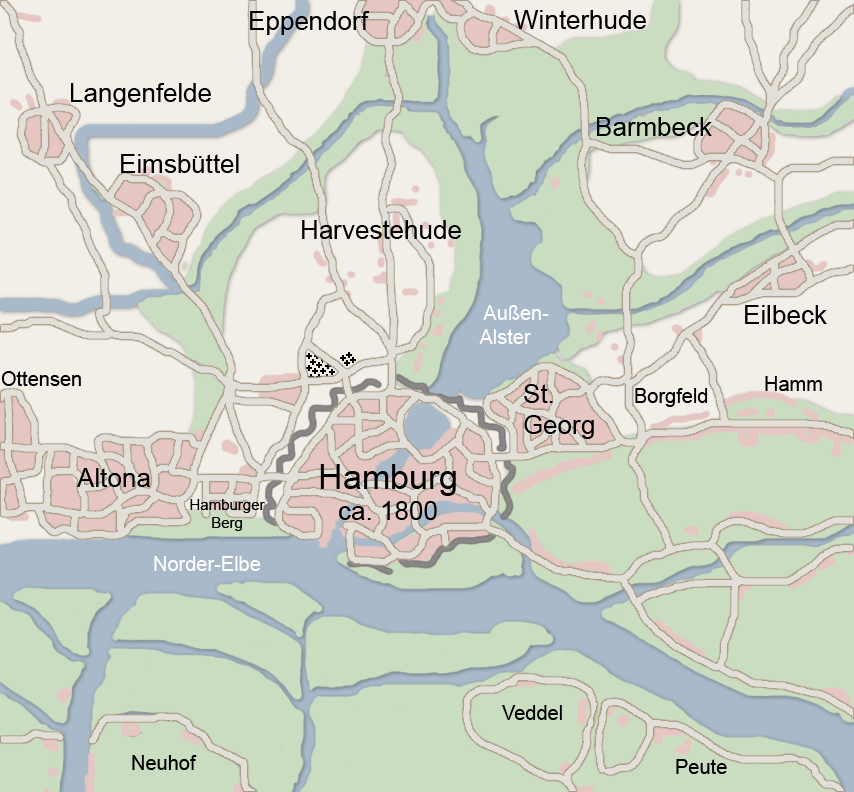
Hambourg en 1800.

#### Les Temps modernes
- 1529 : Hambourg passe au protestantisme.
- 1558 : inauguration de la première bourse allemande (nombre d'habitants : environ 20 000).
- entre 1610 et 1625 : Hambourg est transformée en puissante fortification, l'Alster est partagé.
- 1618 : la cour d'appel de l'Empire ratifie le lien qui unit Hambourg directement à l'Empire.
- 1619 : les marranes portugais fondent la Banque de Hambourg, l'une des premières d'Europe[60].
- 1678 : le premier opéra permanent ouvre ses portes.
- 1758 : création du hamburger.
- 1769 : Hambourg devient ville libre d'Empire.
- 1787 : la population dépasse pour la première fois les 100 000 habitants.

#### LeXIXesiècle
- 1806 : après la dissolution du Saint-Empire romain germanique, Hambourg obtient la pleine souveraineté et se proclame désormais Freie Hansestadt (« Ville libre de la Hanse »). Mais quelques mois plus tard, après leurs victoires à Iéna et à Auerstaedt, les troupes françaises de Napoléon Bonaparte occupent la ville. Le blocus continental, instauré par l'empereur, cause un grand dommage au commerce et au port de la ville.

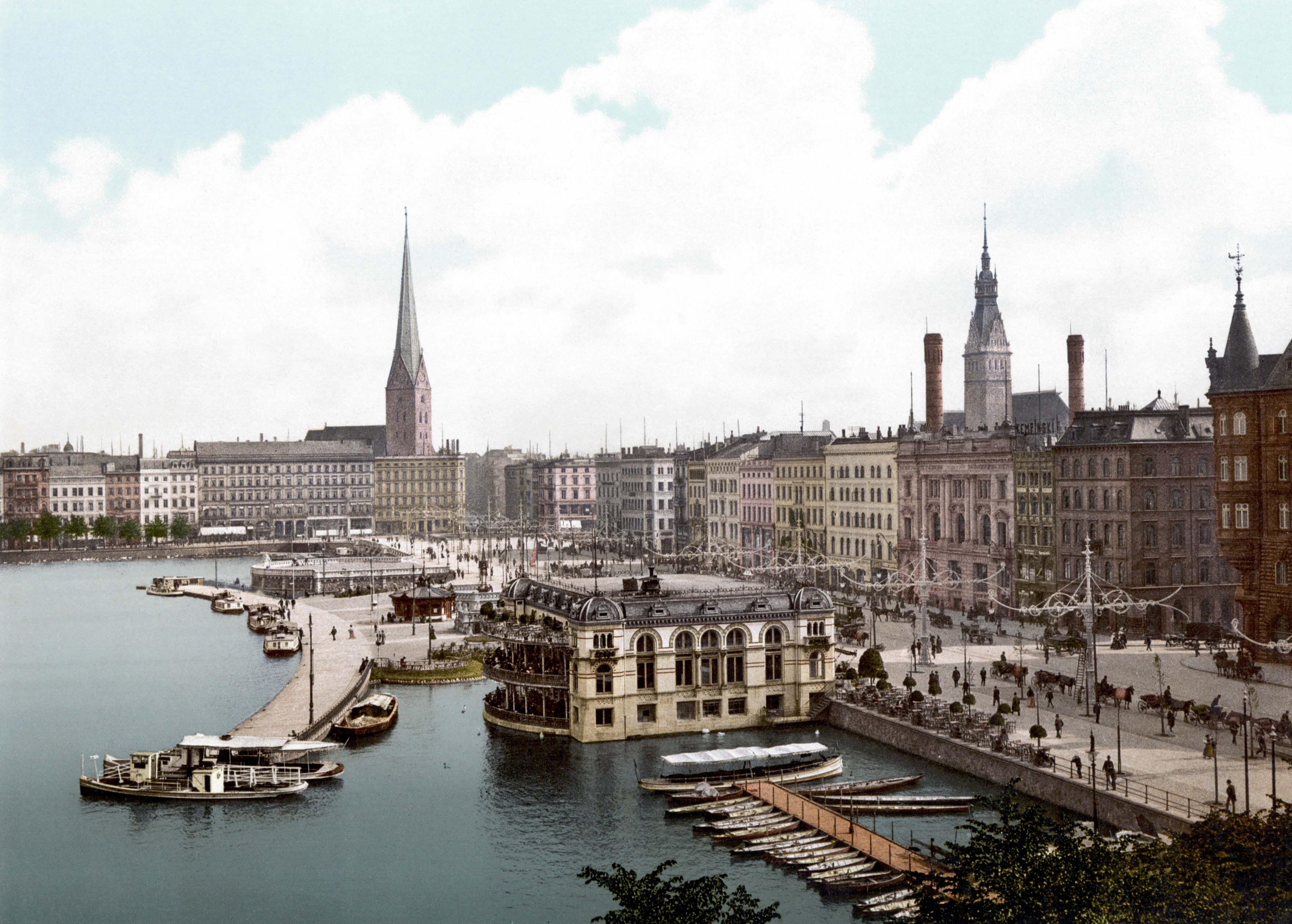
Hambourg en 1895.

- 1810/1811 : la ville libre est incorporée dans l'Empire français comme chef-lieu du « département des Bouches-de-l'Elbe ». Le blocus continental entrave son économie.
- 1813/1814 : révolte contre l'occupation française (janvier-mai 1813) ; les insurgés de Hambourg, Brême et Lübeck forment la Légion hanséatique. Après la reprise de la ville par les Français, elle est assiégée pendant six mois par les troupes de la Sixième Coalition (décembre 1813-mai 1814).
- 1815 : le congrès de Vienne garantit la souveraineté de la ville qui entre dans le Deutscher Bund (Confédération germanique).
- 1817 : le premier bateau à vapeur circule sur l'Elbe.
- 1819 : à partir de cette date, Hambourg porte le titre d'État « Hambourg ville hanséatique et libre ».
- 1834 : Gerhard Oncken (en) et six autres personnes fondent la première communauté baptiste allemande.
- 1842 (du 5 au 8 mai) : un gigantesque incendie détruit environ 4 000 logements ; environ 10 % de la population se retrouve sans toit.
- 1867 : Hambourg entre dans la confédération de l'Allemagne du Nord.
- 1871 : Hambourg entre dans l'Empire allemand, devient Bundesstaat des Deutschen Reiches (« État fédéré de l'Empire allemand »), mais conserve son autonomie douanière.
- 1872 : grâce aux ponts sur l'Elbe, la ligne ferroviaire Hambourg-Paris est terminée.
- 1881 : premier réseau téléphonique à Hambourg. Il relie 206 postes.
- 1882 : premières lampes électriques.
- 1885 : construction de la Speicherstadt (la « ville-grenier », zone de transit portuaire parcourue de canaux), qui sera terminée en 1888.
- 1888 : Hambourg entre dans l'Union douanière allemande. Le territoire de la ville est alors soumis au service des douanes allemandes, le port franc avec la Speicherstadt (ville des entrepôts) voit le jour.
- 1892 : épidémie de choléra. Sur les 640 000 habitants, 16 956 sont touchés et 8 605 en meurent. Hambourg est placée en quarantaine.
- 20 novembre 1896 : début de la grande grève des dockers.
- 1897 : inauguration du nouvel hôtel de ville.

#### LeXXesiècle
- 1906 : l'église Saint-Michel est réduite en cendres ; reconstruction de 1907 à 1912.
- 1912 : inauguration de la U-Bahn (métro). Le premier tunnel sous l'Elbe est inauguré.
- 1916 : camp des Belges prisonniers de guerre.
- 1919 : premières élections démocratiques et fondation de l'université de Hambourg.
- 1921 : après la Première Guerre mondiale, Hambourg reçoit une constitution selon les principes parlementaires.
- 1933 : après l'arrivée au pouvoir de Hitler, de nombreux hommes politiques démissionnent. Le 8 mars, les membres du Parlement, où le NSDAP était le premier parti depuis les élections de 1932, mettent en place un Sénat (l'organe exécutif) issu du Parti nazi.
- 1937 : Hambourg fusionne avec les agglomérations environnantes (Altona, Wandsbek, Harburg-Wilhelmsburg et 27 autres communes). Cuxhaven est détachée de la ville et attribuée à la Prusse. Le décret dit Loi du Grand Hambourg entre en vigueur le 1er avril 1938.

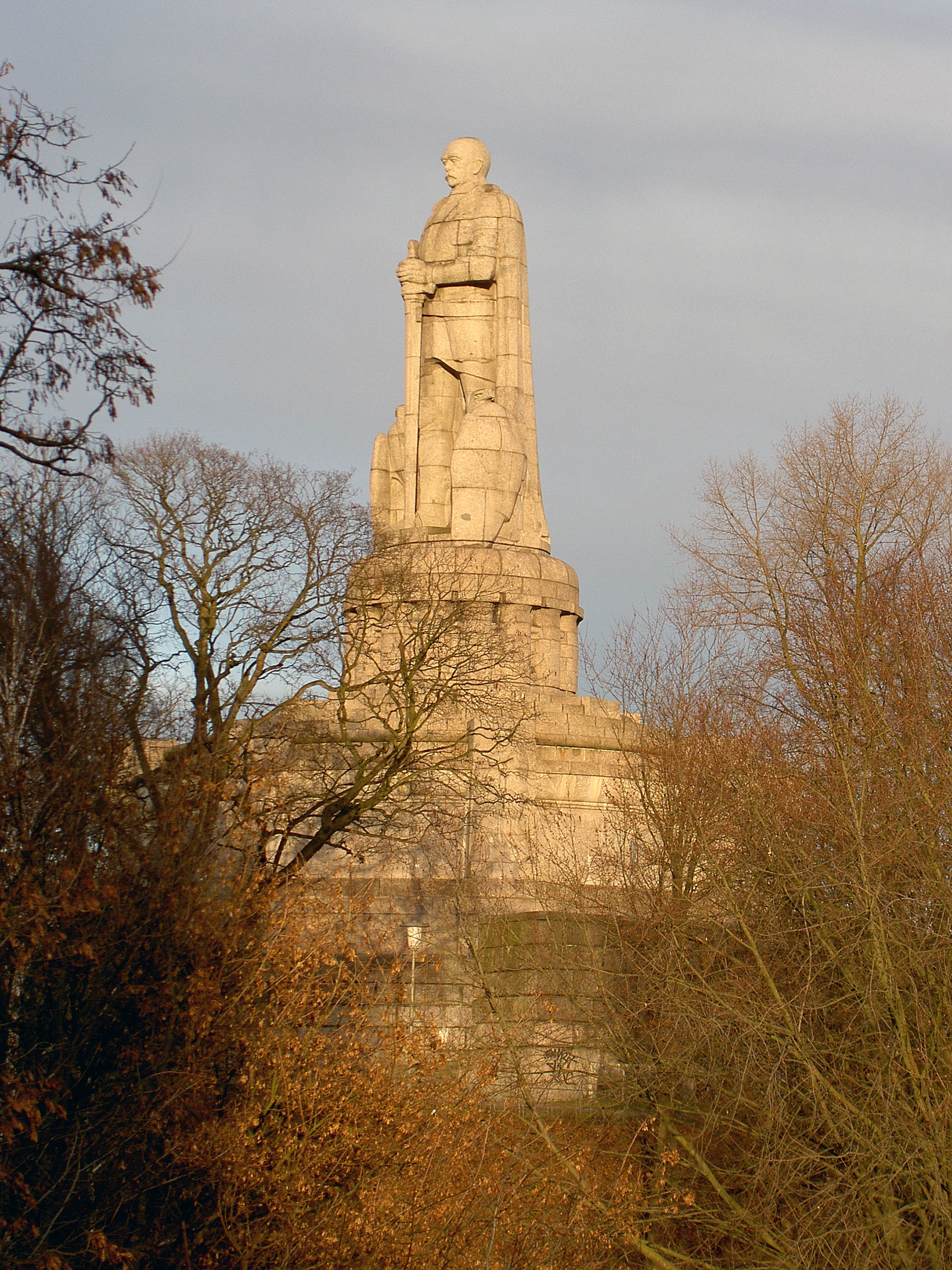
Monument à Bismarck.

##### L’opération Gomorrhe
- 24 juillet 1943 au 3 août 1943 : opération Gomorrhe, un des bombardements stratégiques les plus meurtriers de la Seconde Guerre mondiale. La première tempête de feu (Feuersturm), alimentée notamment par du napalm, entraîne la mort d'environ 40 000 résidents. Une grande partie de la ville est anéantie.

##### 1945
- 20 avril : les nazis massacrent des prisonniers à Bullenhuser Damm, dans le quartier de Rothenburgsort (en).
- 3 mai : la ville est occupée par la 7e division blindée du 12e corps des forces britanniques.
- 4 mai : le camp de concentration de Neuengamme, au sud-est de Hambourg, est trouvé vide par les forces britanniques.

##### Après la guerre

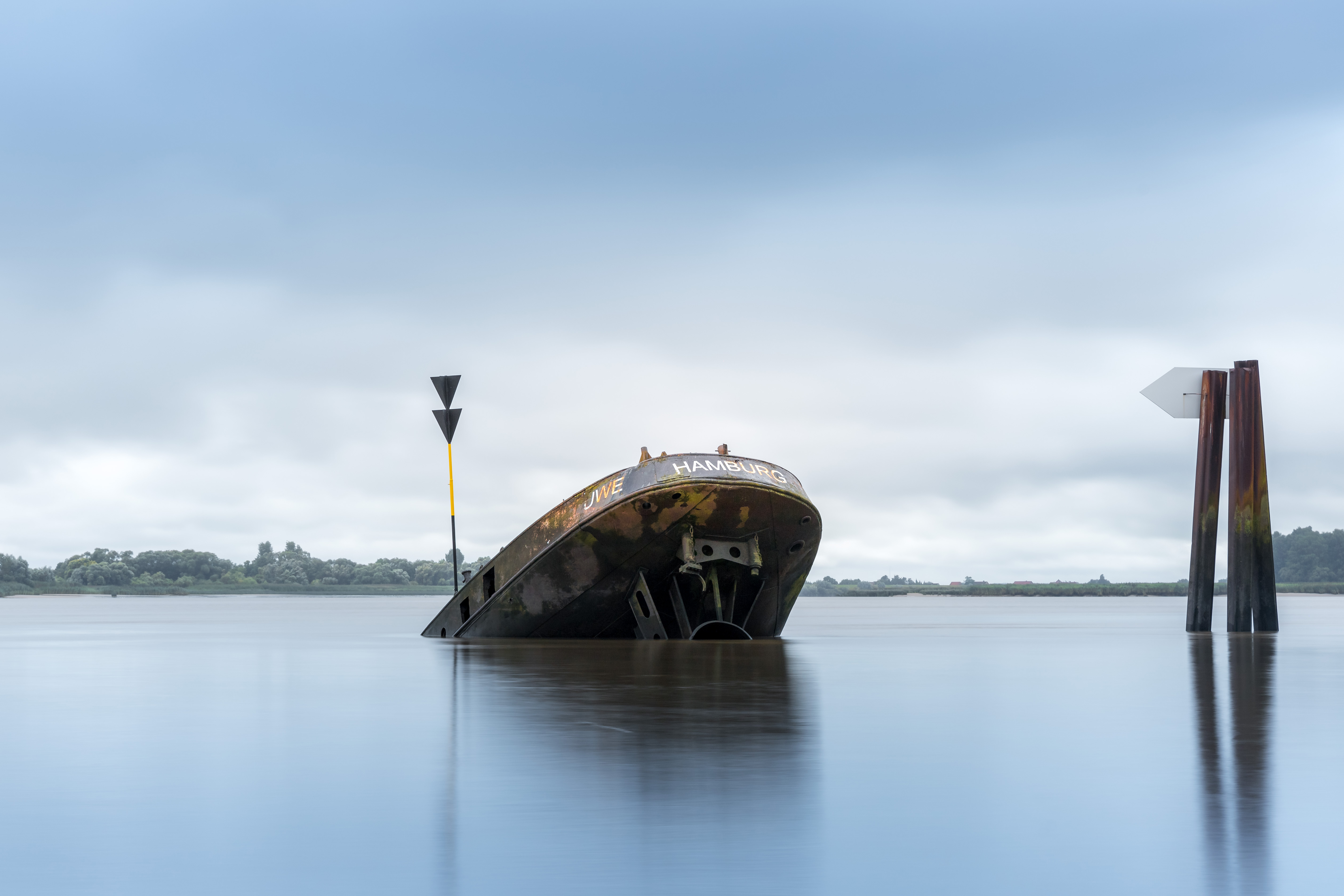
L'épave du Uwe, échouée en 1976, dans l'Elbe (photo d'aout 2021).

- 1949 : Hambourg, en zone britannique, a conservé son statut de ville-État indépendante et devient, tout comme Brême, un land fédéré de la République fédérale d'Allemagne.
- 17 février 1962 : crue catastrophique de l'Elbe qui entraîne la submersion de 20 % de la cité, la mort au total de 315 personnes dans la ville, 340 dans la zone sinistrée, et de 5 sauveteurs ; elle est causée par une tempête qui empêche le fleuve de s'écouler normalement pendant deux jours, et par la rupture de 60 digues. Le niveau de l'eau dans le port s'élève de 4,3 mètres[61].
- 1975 : inauguration du deuxième tunnel sous l'Elbe.
- 1976 : un raz-de-marée d’une crue supérieure d’un mètre à celle de 1962 menace la ville mais les digues renforcées tiennent bon.
- 1989 : le port de Hambourg fête ses 800 ans.
- 1997 : célébration populaire du centième anniversaire de l'hôtel de ville.

#### LeXXIesiècle
- 23 septembre 2001 : élections qui marquent la fin de la coalition rouge-verte d'Ortwin Runde. Le chrétien-démocrate Ole von Beust s'allie avec les populistes du PRO et les libéraux du FDP.
- 31 décembre 2002 : la ligne de douane est déplacée vers le sud-est. La Speicherstadt doit devenir la porte de la future Hafencity. Début des travaux du centre commercial Europa Passage (en).
- 2004 : élections anticipées à la suite d'un scandale plus passionnel que politique : Ronald Schill (de), chef populiste et numéro 2 de l'exécutif, révèle l'homosexualité du maire Ole von Beust et sa relation avec le sénateur (ministre) de la Justice. La coalition au pouvoir implose et les nouvelles élections donnent la majorité absolue à la CDU d'Ole von Beust, alors que le parti populiste de Schill, divisé, n'est plus représenté au parlement.
- 2008 : la CDU remporte de nouveau les élections mais perd sa majorité absolue. Face à l'impossibilité de former une coalition noire-jaune du fait de l'absence des libéraux au sein du Bürgerschaft, Ole von Beust forme une coalition avec les Verts, une première au niveau régional.
- 2010 : le sénateur à l'Intérieur, Christoph Ahlhaus, succède à von Beust, qui se retire de la vie politique pour raisons personnelles, et maintient la coalition avec les écologistes. Celle-ci se dissout trois mois plus tard, conduisant à la convocation d'élections anticipées en février 2011.
- Attaque du 28 juillet 2017 à Hambourg.
- Fusillade de 2023 à Hambourg.

## Politique et administration

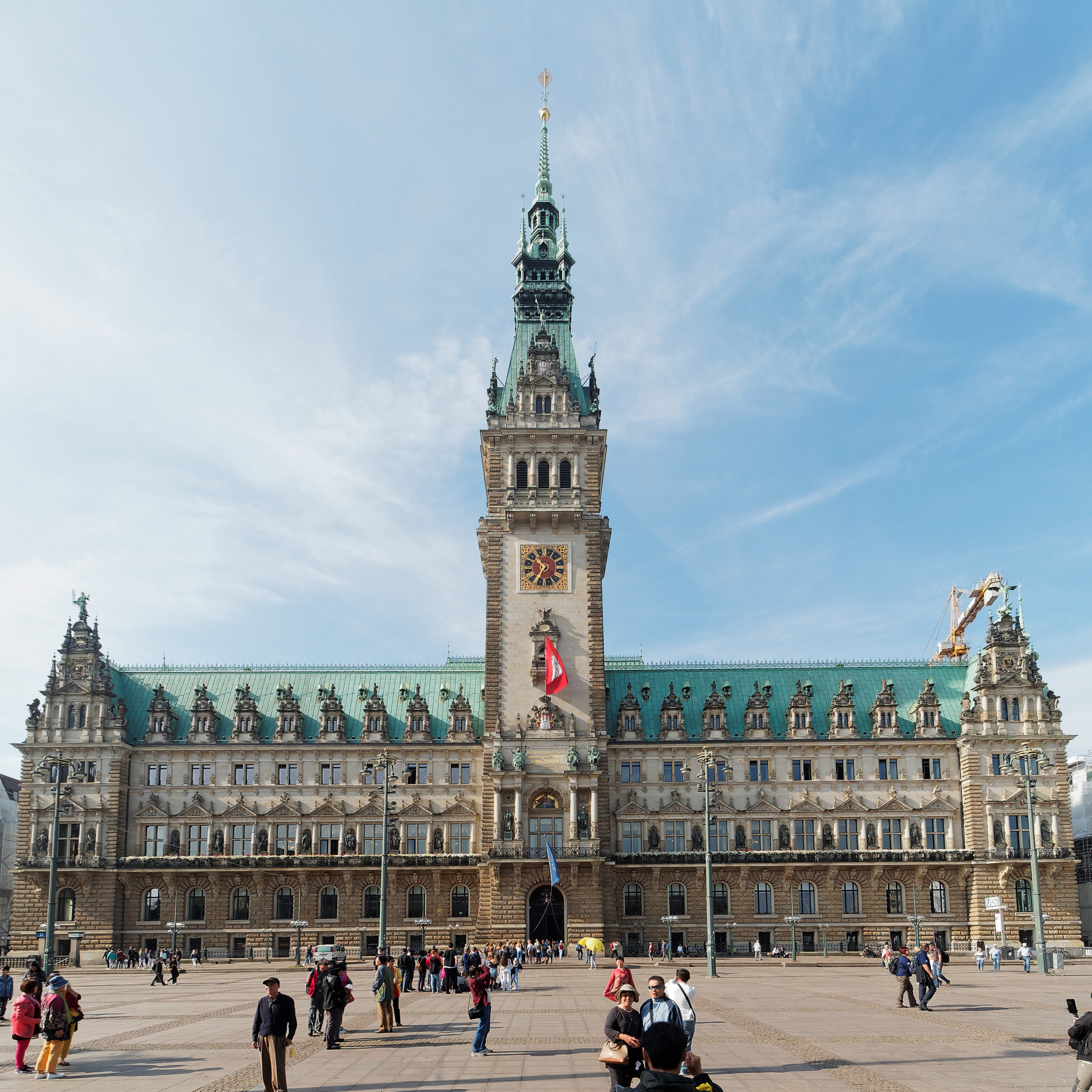
L'hôtel de ville.

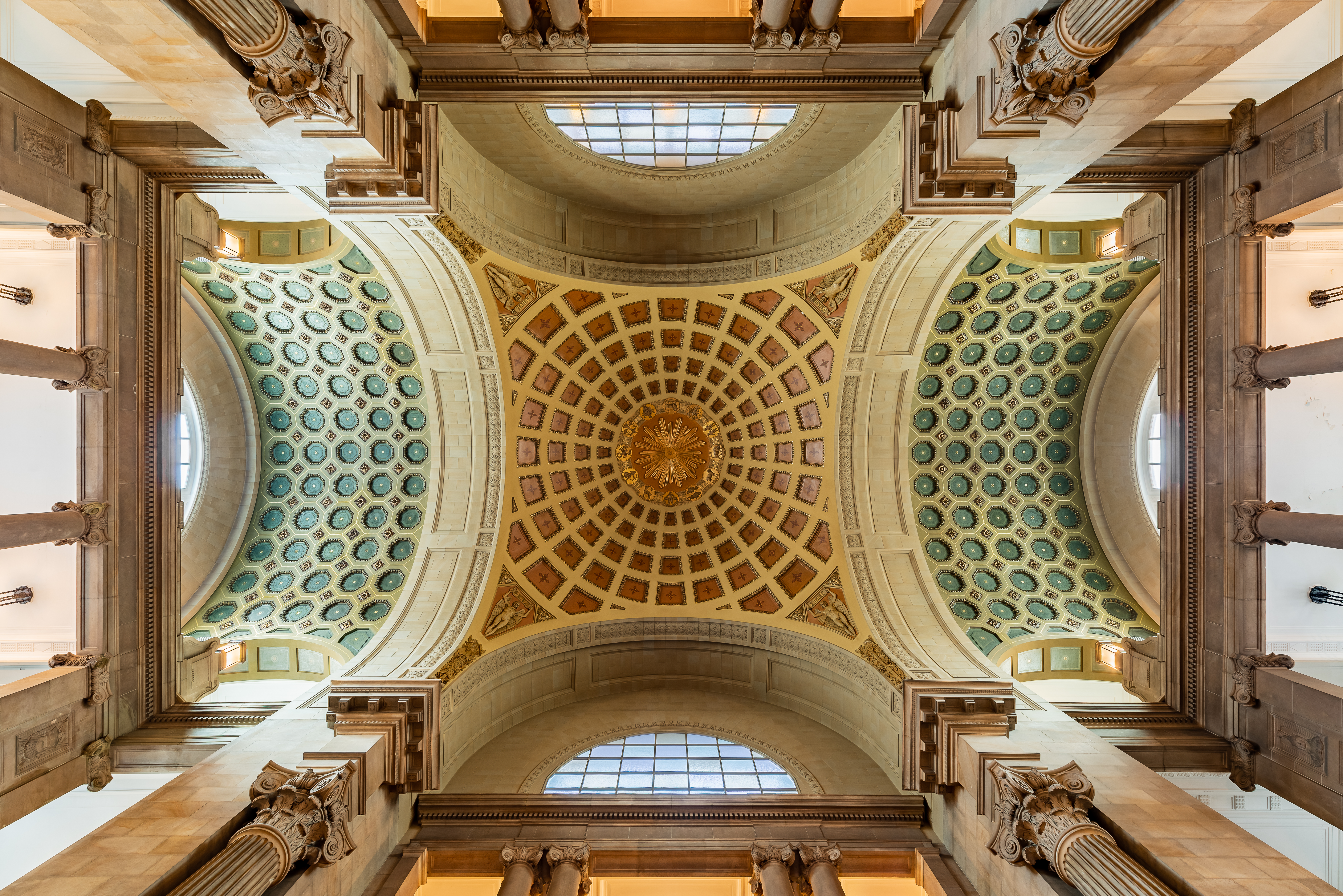
Au plafond de la Hanseatisches Oberlandesgericht (cour de justice provinciale, voir Oberlandesgericht). Octobre 2018.

Après 1945, Hambourg, placée sous administration militaire britannique, recouvre son statut de Land en 1949.
La Constitution de la ville libre et hanséatique de Hambourg, adoptée en 1952, confie le pouvoir législatif à la Bürgerschaft (Hamburgische Bürgerschaft), composée de 121 membres. Le pouvoir exécutif est exercé par le Sénat (de) (Senat der Freien und Hansestadt Hamburg), qui est dirigé par le Premier bourgmestre, qui préside également le Sénat (Erster Bürgermeister und Präsident des Senats).
Les premières élections libres de 1946 voient la victoire du Parti social-démocrate d'Allemagne (SPD). La vie politique locale est dominée par le SPD, parfois en coalition, avec des alternances limitées : entre 2001 et 2011, la CDU dirige le Sénat, d’abord avec le FDP, puis dans une coalition CDU–Verts.
En 2011, le SPD revient au pouvoir avec une majorité absolue et Olaf Scholz devient Premier bourgmestre ; en 2015, la majorité devient une coalition SPD–Verts, qui est reconduite après les scrutins de 2020 et 2025. En mars 2018, Peter Tschentscher succède à Olaf Scholz à la tête du Sénat,.
Les contrats de coalition SPD–Verts de 2020-2025 et de 2025-2030 mettent l'accent sur : (1) le logement, via des objectifs pluriannuels de construction et la poursuite des accords entre la Ville, les arrondissements et les acteurs du secteur ; (2) la mobilité durable, avec l’extension du réseau U/S‑Bahn, le renforcement de l’offre de bus et des infrastructures cyclables ; (3) la transition énergétique et climatique, incluant la planification de la chaleur urbaine et la décarbonation progressive des infrastructures ; (4) l’éducation et la formation.

### Arrondissements municipaux

Carte des arrondissements municipaux de Hambourg.

Hambourg se décompose en sept arrondissements municipaux disposant chacun d'un conseil élu :
- Hamburg-Mitte
- Hamburg-Altona
- Hamburg-Eimsbüttel
- Hamburg-Nord
- Hamburg-Wandsbek
- Hamburg-Bergedorf
- Hamburg-Harburg

## Économie

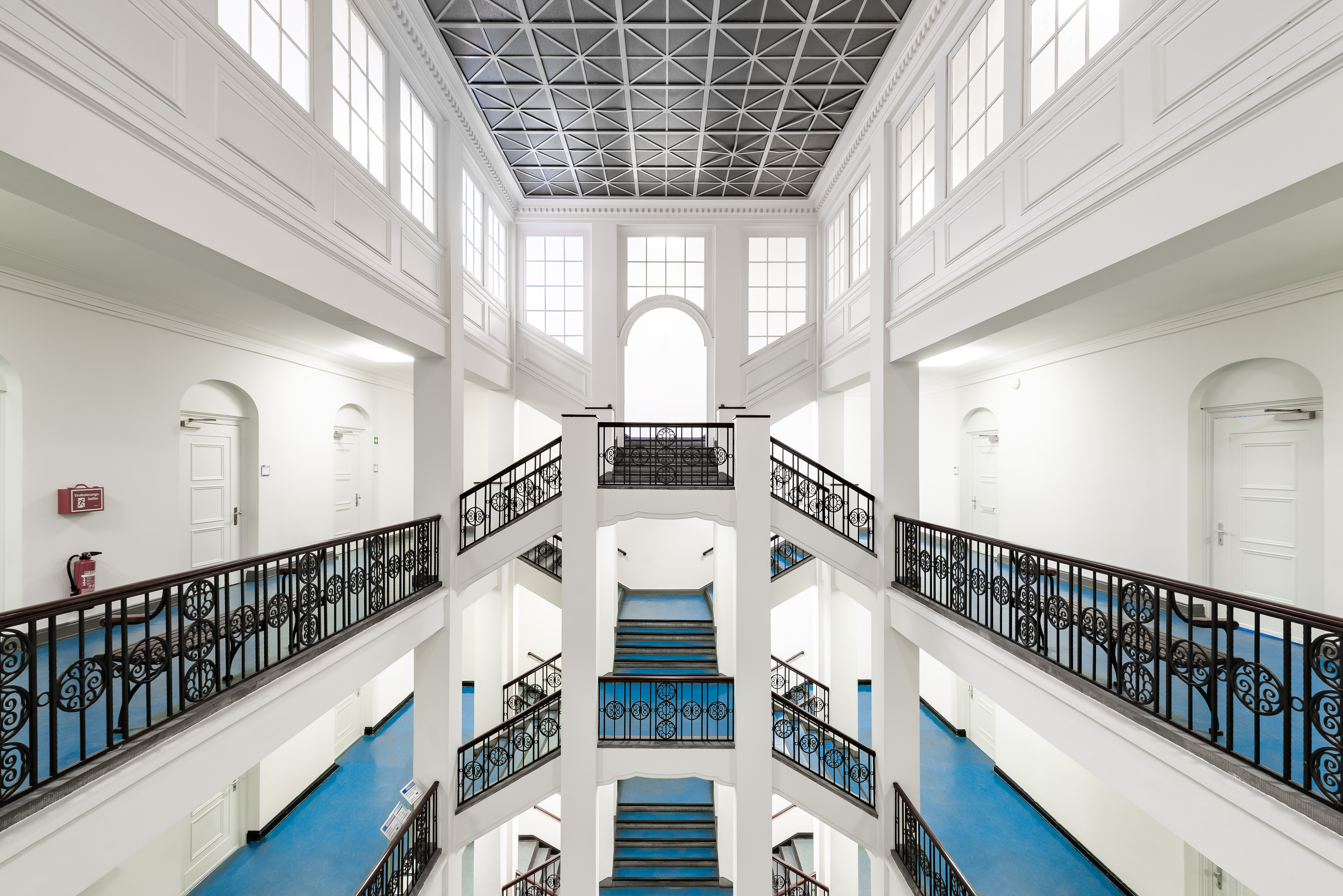
Intérieur de la chambre des métiers et de l'artisanat (Handwerkskammer Hamburg). Octobre 2018.

Hambourg compte parmi les centres économiques les plus importants d'Allemagne. Au fil du temps, la ville de Hambourg s'est spécialisée dans la chimie, la construction aéronautique et navale, et la technologie en général. Hambourg est ainsi numéro 1 dans les domaines de la technique médicale et les biotechnologies. Il héberge notamment les sièges sociaux de groupes comme DVA. Le secteur des services est important et représente 83 % des emplois de la ville. En janvier 2016, le taux de chômage s'élevait à 7,5 % de la population active.
D'après le classement établi en 2011 par la revue Manager, vingt-six des trois cents plus grosses fortunes allemandes sont domiciliées à Hambourg, où leur patrimoine cumulé représente 44 milliards d’euros, soit la moitié du PIB de la ville. La fraude fiscale y est particulièrement importante. La ville est l’une de celles qui comptent le plus de pauvres en Allemagne, avec notamment un enfant sur cinq vivant dans la pauvreté.

### Port

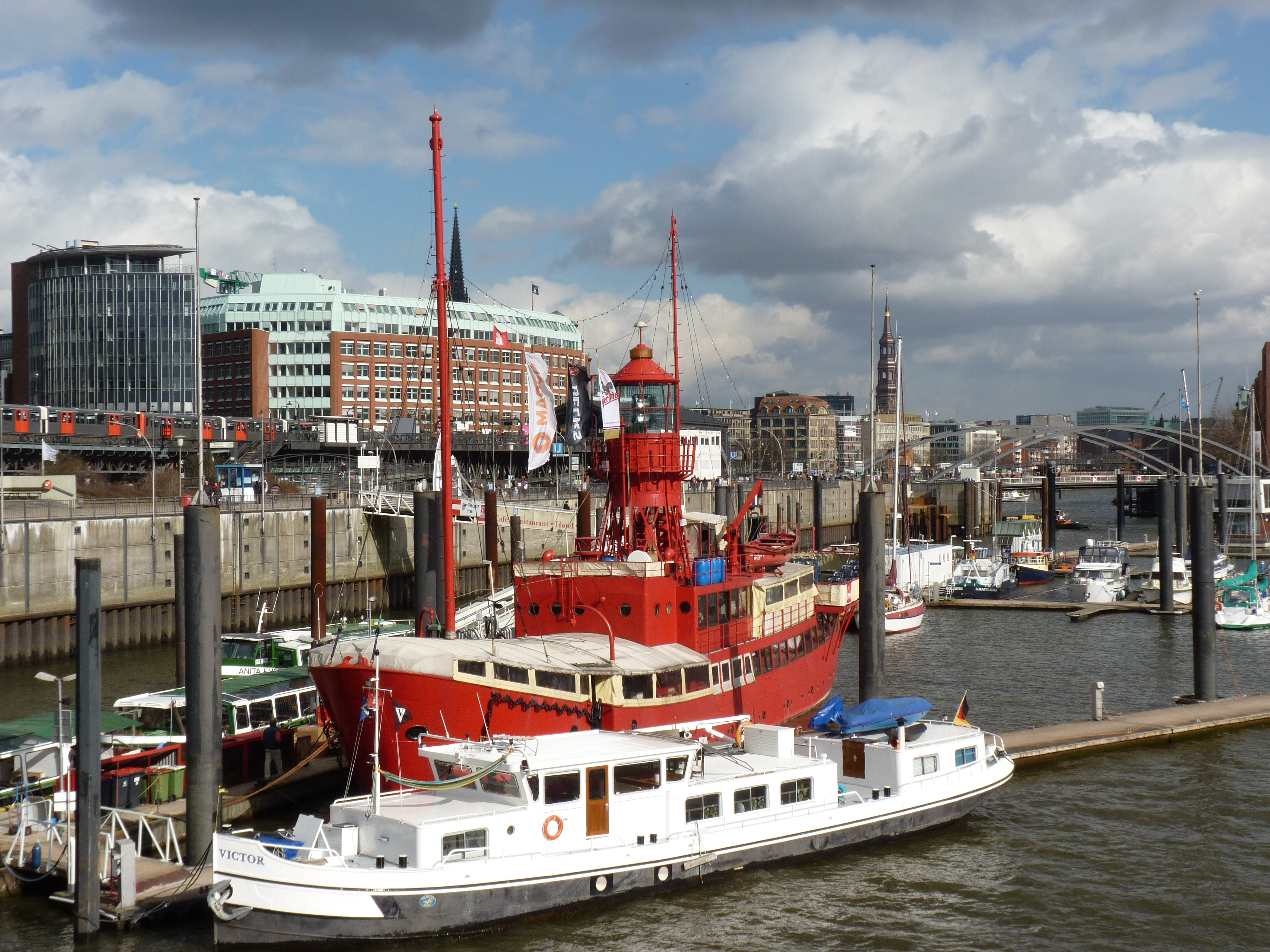
Une vue du port.

Le port de Hambourg est situé sur l'Elbe. Les installations portuaires sont placées sur les rives, îlots et nombreux polders parcourus par des canaux parfois munis d'écluses. La zone industrialo-portuaire forme ainsi un bulbe dont le large noyau est enserré par deux bras de l'Elbe (la partie de la grande île à l'est du quartier de Wilhelmsburg (de) étant cependant plus résidentielle). Il est équipé de plus de 70 km de quais.

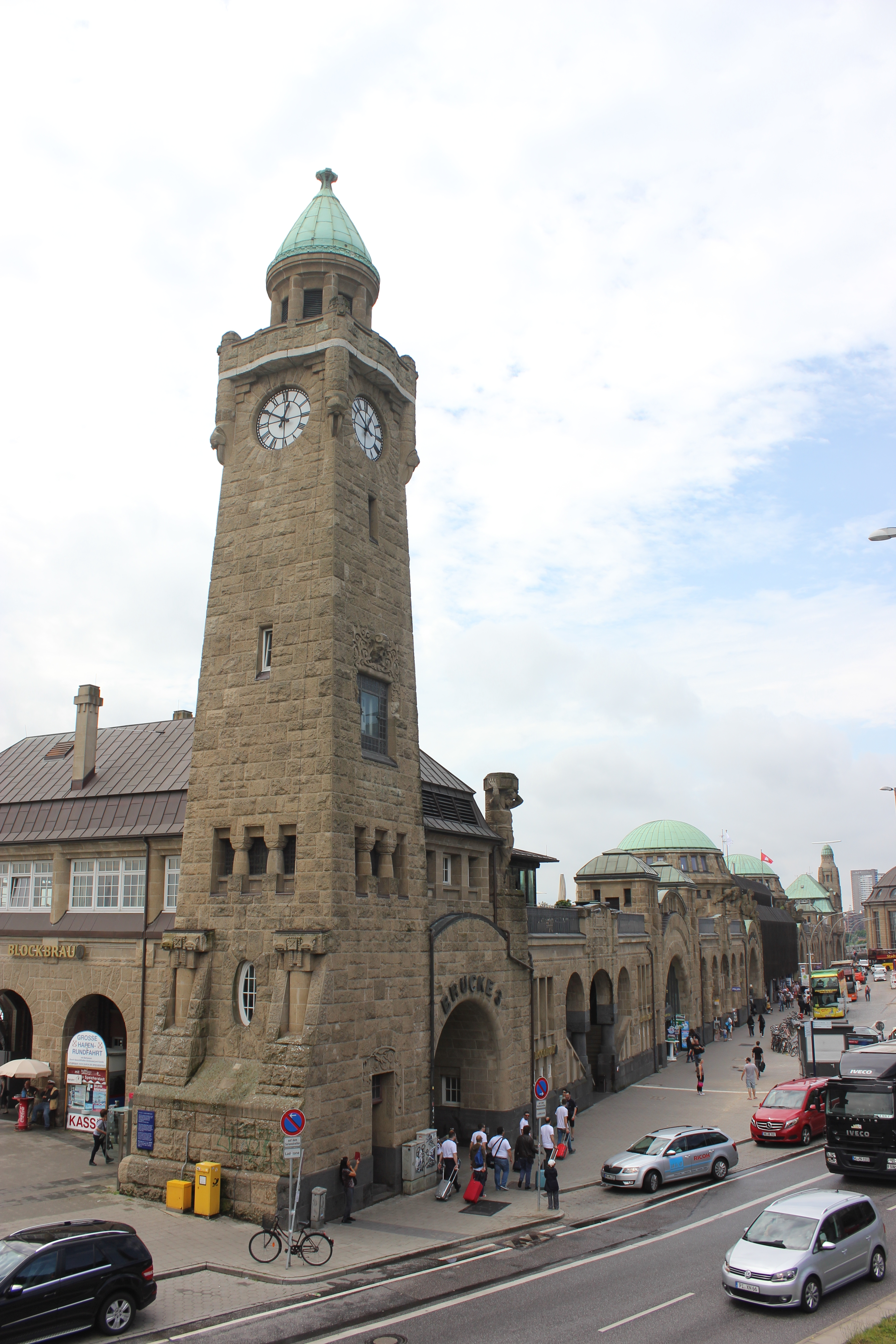
Les jetées (Landungsbrücken) de Sankt Pauli.

Ce port est surnommé l'« entrée du monde de l'Allemagne ». C'est le plus grand port d'Allemagne, notamment en matière de commerce extérieur et de transit, le 3e plus grand port d'Europe en tonnage (après Rotterdam et Anvers), ainsi que le 9e plus grand port à conteneurs du monde et le 22e plus grand port du monde pour les marchandises échangées.

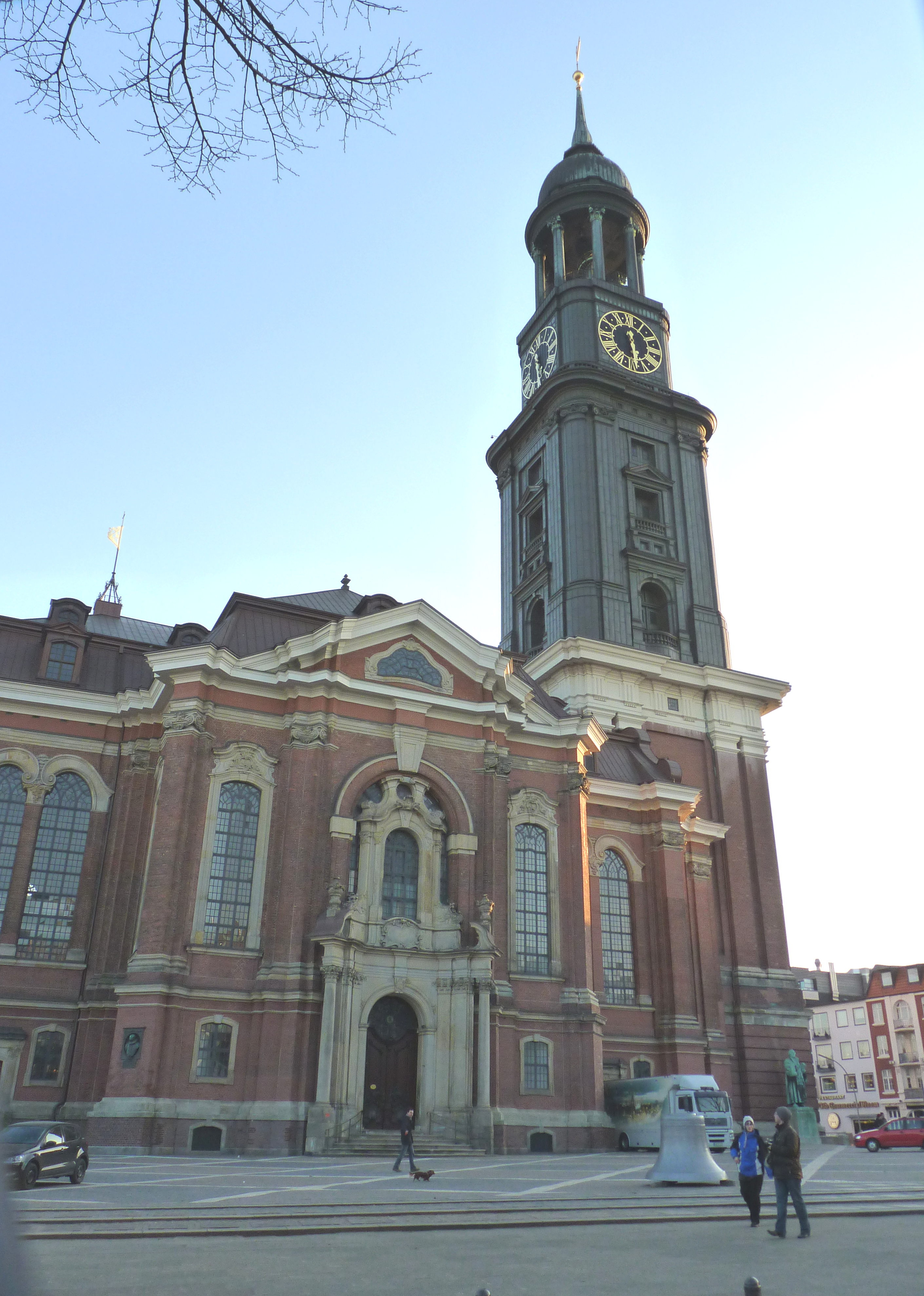
L'église Saint-Michel et sa tour (132 m), symbole de la ville.

Le port a une surface de 87 km2. Il est sans conteste un moteur de l'économie dans la mesure où il génère plus de 40 000 emplois : c'est la plaque tournante du commerce avec l'Europe de l’Est et du Nord. Situé à 120 km de la mer, il peut accueillir les plus gros porte-conteneurs internationaux. Il a obtenu autrefois le statut de port franc : les navires ne payaient pas de taxe. Actuellement, une partie du port a gardé ce statut.
Les quais de la rive droite sont essentiellement un lieu de promenade dans le cadre urbain typique de la ville, le long du fleuve et face au panorama monumental de la zone portuaire, notamment près des jetées ou Landungsbrücken de Sankt Pauli. L'église Saint-Michel, à proximité, est un haut lieu architectural : construite de 1751 à 1762, elle n’est pas seulement l’église baroque la plus connue d’Allemagne du Nord, elle possède également le plus haut clocher du pays, avec des cadrans d’un périmètre dépassant les 24 mètres. Sa tour, le « Michel », est haute de 132 m et dispose d’une plateforme panoramique qui domine le port et la ville.

### Médias

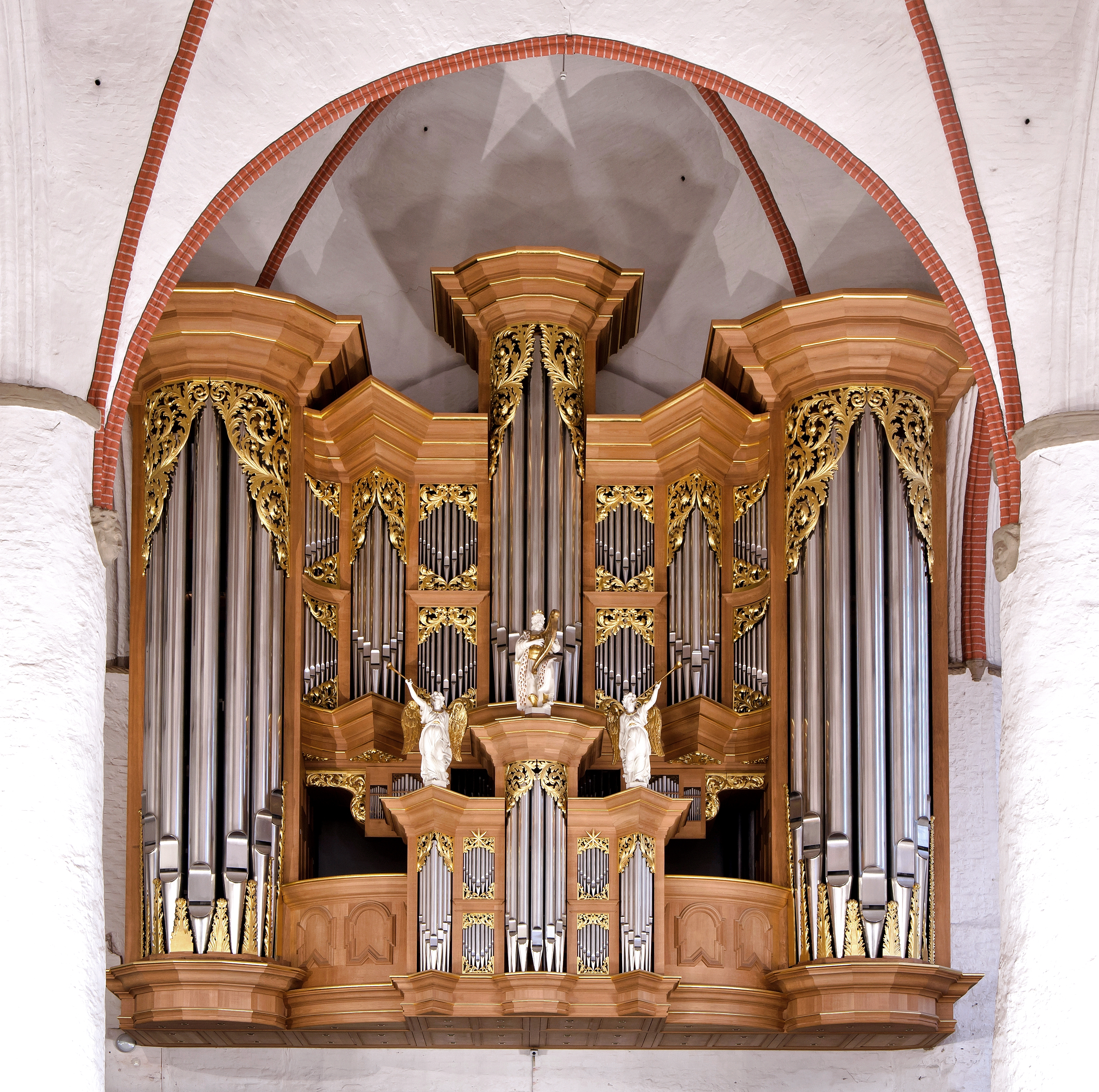
Le célèbre orgue Arp Schnitger (1693) sur la tribune ouest de l'église Saint-Jacques.

Hambourg tient un rôle important dans le domaine des médias : 15 des 20 magazines allemands à plus fort tirage y sont édités. C'est également là-bas que la première chaîne allemande de télévision ARD produit tous les jours le Tagesschau, principal journal télévisé d'Allemagne.

### Tourisme
Le tourisme joue un rôle important dans l'économie de la ville. Les visiteurs passent 10,6 millions de nuitées à Hambourg par an. Le secteur du tourisme y emploie 102 000 personnes. La plupart des visiteurs viennent d'Allemagne (6 millions de nuitées). Les plus grands groupes de visiteurs étrangers viennent de Suisse (environ 185 000 nuitées), d'Autriche (environ 181 000 nuitées) et d'Angleterre (177 000 nuitées).

## Transports

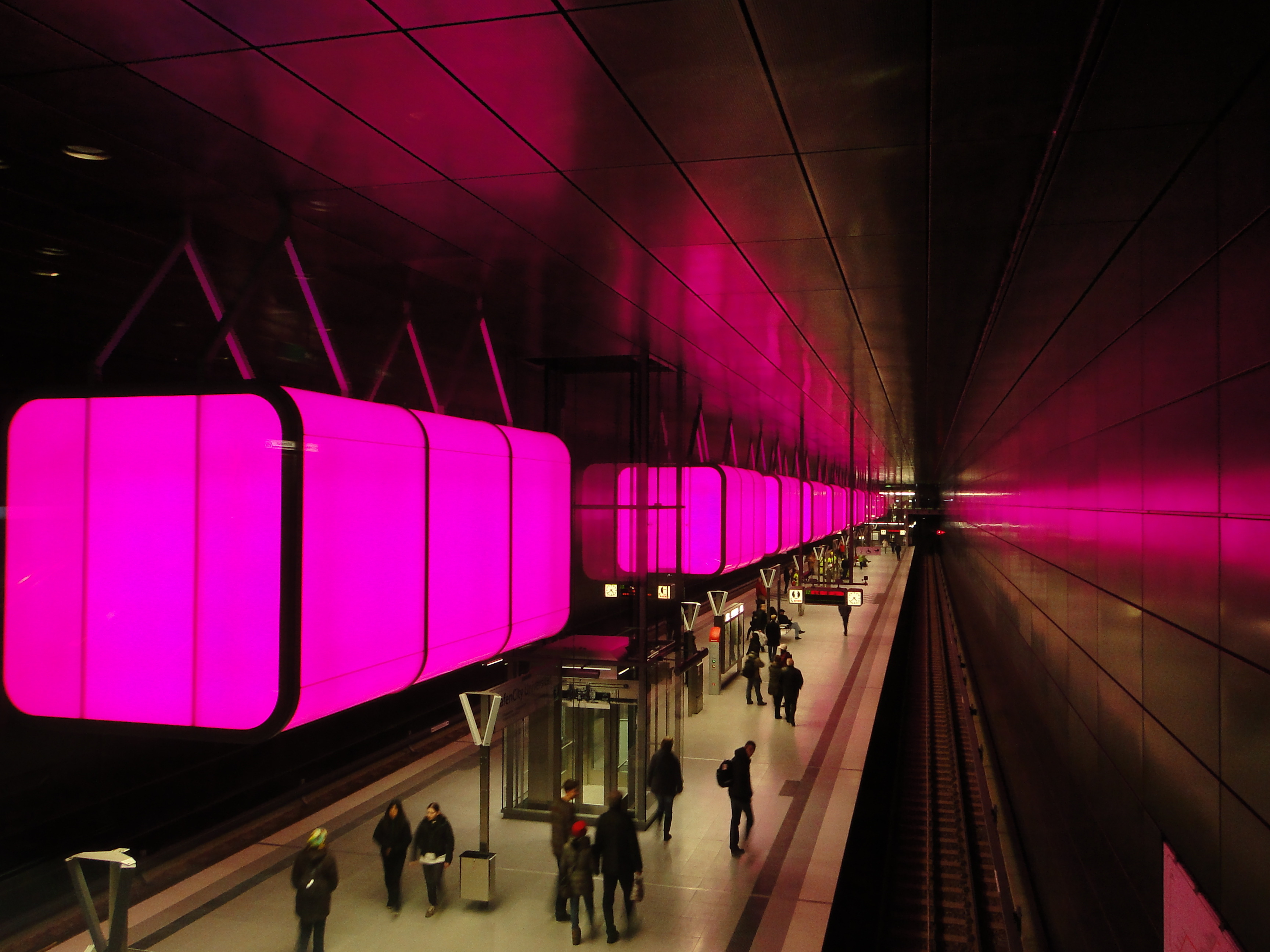
La station de métro de l’université Hafencity dans Hambourg.

Hambourg dispose d'un réseau de transports en commun développé constitué de 4 lignes de métro (U-Bahn), 6 lignes de RER (S-Bahn), plus de 600 lignes de bus, et 6 lignes de ferries. Le vélo est également un moyen de transport privilégié, avec un grand réseau de pistes cyclables et un système de location de vélos (Stadtrad).

### Aéroport Hamburg-Fuhlsbüttel
L'aéroport de Hambourg est le plus ancien encore en service, et le cinquième plus important d'Allemagne en ce qui concerne le nombre de passagers. Les destinations les plus importantes sont Munich, Francfort-sur-le-Main, Stuttgart, Paris et Londres[réf. nécessaire].

### Transports ferroviaires
Hambourg compte cinq gares ferroviaires : Hauptbahnhof (gare centrale), Dammtor, Altona, Harburg et Bergedorf ainsi que le métro. Les transports en commun dans l'espace urbain sont également assurés par un large réseau de S-Bahn (analogue au RER) et de trains de la Deutsche Bahn, qui sont pour la plupart ouverts aux usagers du réseau urbain en vertu d'un accord entre la HVV (de), gérant les transports urbains, et la Deutsche Bahn.
La ville est un des carrefours importants du réseau ferroviaire européen, et est notamment la plaque tournante des réseaux en partance pour l'Europe du Nord et la Scandinavie (ligne Hambourg-Copenhague au départ d'Altona, dont une partie du trajet sur barge). 207 trains en direction des grandes villes européennes transitent quotidiennement par la gare centrale de Hambourg, auxquels s'ajoutent les trains régionaux.

## Héraldique
| Blason | Blasonnement : De gueules au château d'argent, crénelé et surmonté de trois tours du même, celle du milieu couverte d'un dôme croiseté, les deux autres crénelées et surmontées chacune d'une étoile à six raies aussi d'argent. |

## Culture

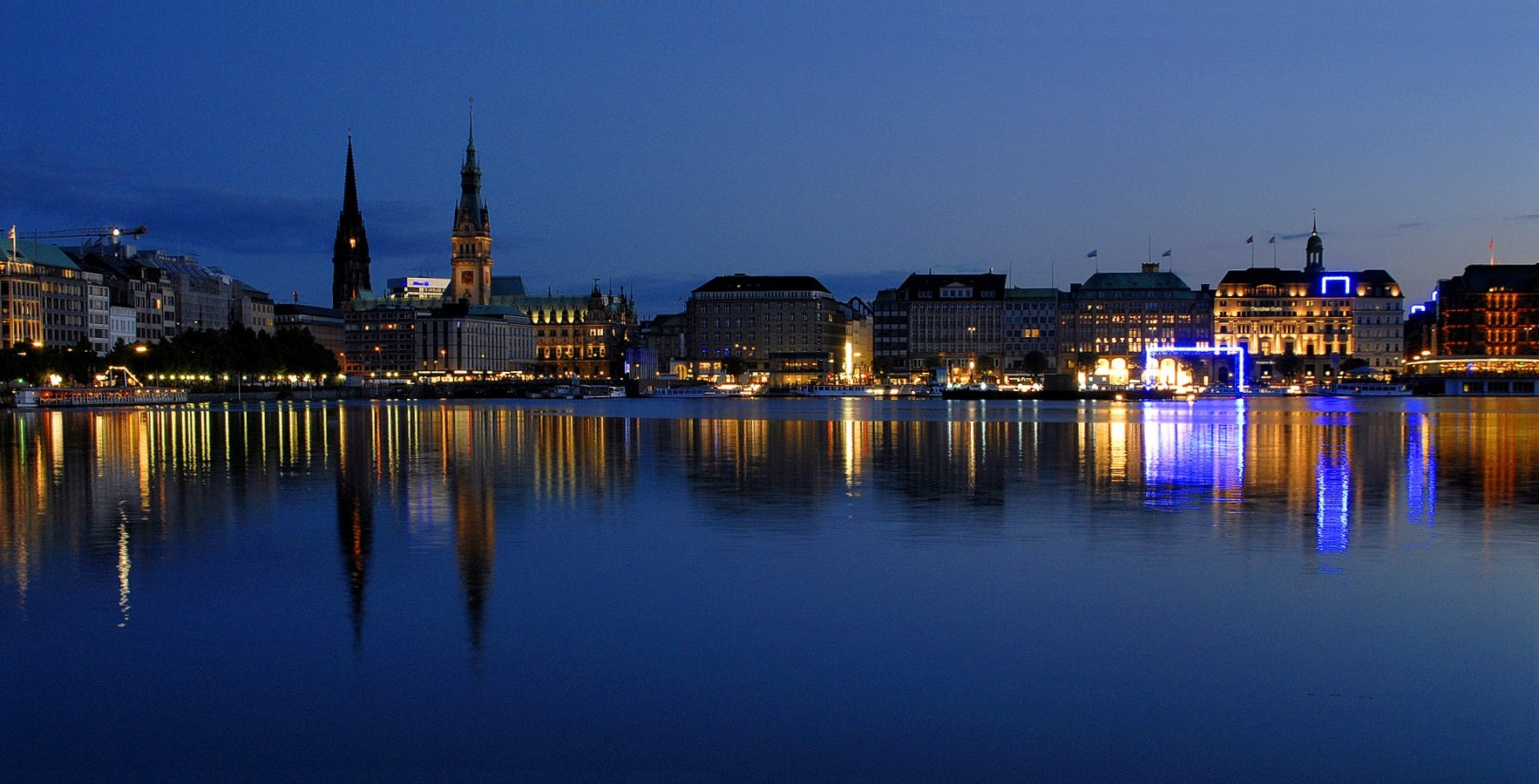
Le centre-ville, de nuit.

### Musées

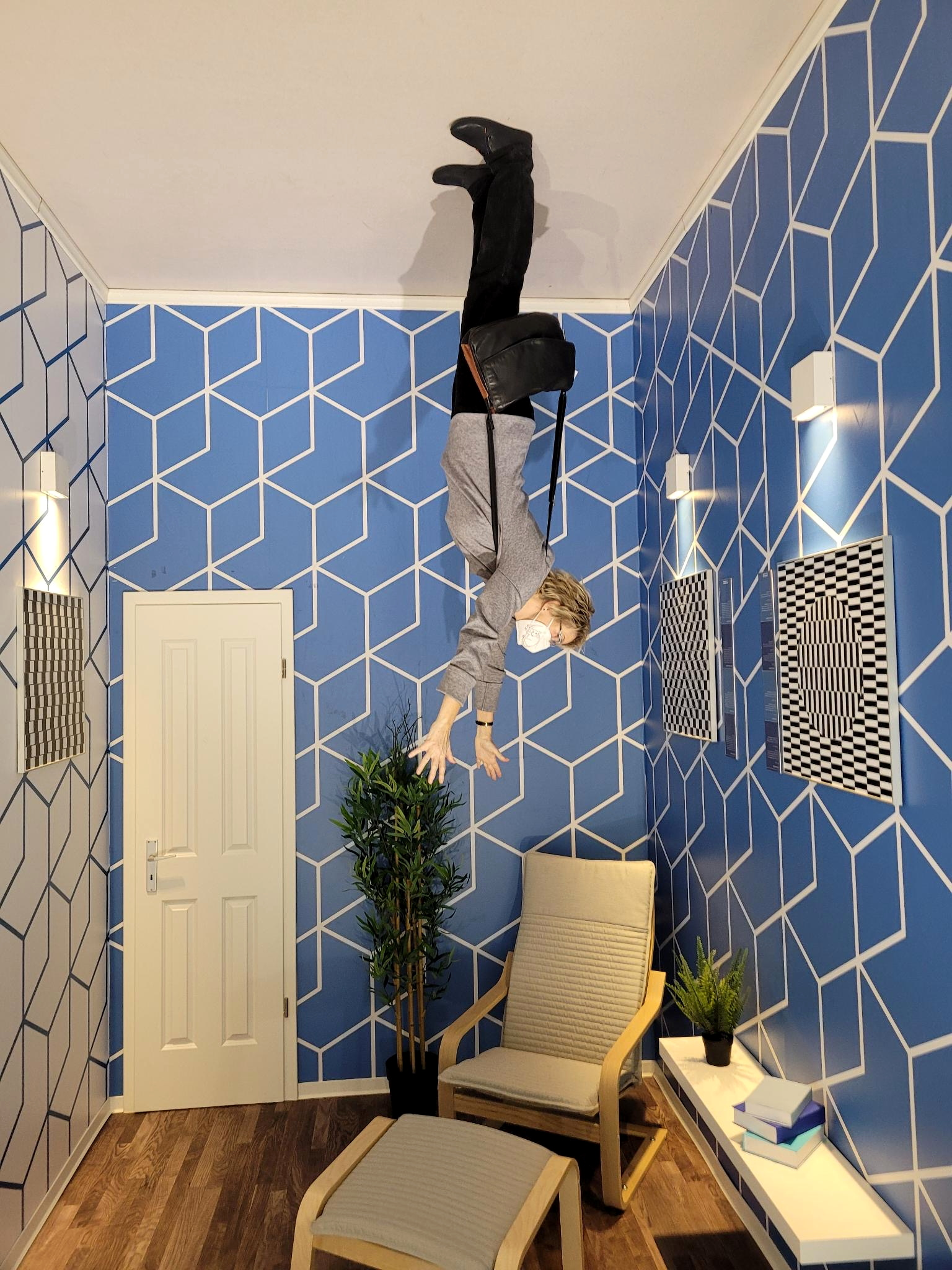
Une attraction au musée des illusions de Hambourg. Février 2022.

Hambourg compte environ 40 musées dont le plus important est la Kunsthalle (musée des beaux arts) qui abrite notamment une collection du peintre romantique allemand Caspar-David Friedrich et l'un de ses tableaux les plus célèbres: le voyageur au-dessus de la mer de nuages.
Le musée de l'histoire de Hambourg (Museum für Hamburgische Geschichte) retrace l'histoire de la ville depuis sa création jusqu'à l'époque contemporaine à travers notamment des expositions interactives, des reproductions d'appartements d'époque et des maquettes de la ville.
Le musée maritime abrite la plus grande collection maritime privée au monde composée de plusieurs milliers de maquettes de bateaux. Situé au cœur de la Speicherstadt, le bâtiment fait partie du patrimoine mondial de l'UNESCO.
Le musée des Arts et Métiers de Hambourg (en allemand Museum für Kunst und Gewerbe Hamburg) est un musée d'arts décoratifs fondé en 1874. C'est l'un des musées les plus connus en Allemagne. Il se trouve dans un palais de style néobaroque à proximité de la gare centrale de Hambourg. Le Musée abrite des collections d'art antique méditerranéen, d'art du Proche et de l'Extrême-Orient, d'objets d'artisanat décoratifs européen du Moyen Âge à nos jours, de mode, de photographie et d'art graphique.
Miniatur Wunderland est une attraction très populaire de la ville. Le musée miniature reproduit des décors réels du monde entier en maquette sur 1 490 m². Les États-Unis, l'Autriche, le sud de la France et Rio y sont notamment représentés, de jour comme de nuit. Une maquette de l'Elbphilarmonie permet d'admirer l'extérieur comme l'intérieur du bâtiment.

### Théâtres
Hambourg n'abrite pas moins de 31 théâtres dont le Deutsches Schauspielhaus, le plus grand théâtre allemand, le prestigieux Thalia Theater, 7 salles de musiques, 10 cabarets et 50 musées privés et publics.

### Restauration gastronomique
Des 4 000 restaurants, 2 400 proposent une gastronomie étrangère. Il existe notamment un quartier portugais près du port dans la Ditmar-Koel-Strasse, et un autre quartier de bars et restaurants près du Schulterblatt, dans le quartier de Sternschanze, connu également pour sa fête (la Schanzenfest) et une présence marquée de la culture alternative.
Le « Hamburger Stück » était une sorte de petit sandwich que les marins de passage dans la ville prenaient pour leurs longues traversées en mer. Cette spécialité a ensuite été exportée aux États-Unis au XIXe siècle et a donné naissance au désormais célèbre hamburger de fast-food.

### Excursions
Le fleuve et ses berges sont des lieux de promenade privilégiés. Des circuits par bateau permettent de visiter l'immense espace portuaire, et les transports en commun de la ville incluent d'ailleurs des navettes sur le fleuve. L'ouest de la ville est très apprécié pour les balades, avec notamment le Jenischpark (de), un site de 42 hectares de forêt dans le quartier d'Othmarschen, et le quartier de Blankenese, perché sur le versant d'une colline et parcouru d'allées étroites et d'escaliers. On y compte également un jardin botanique et un zoo : le Tierpark Hagenbeck.

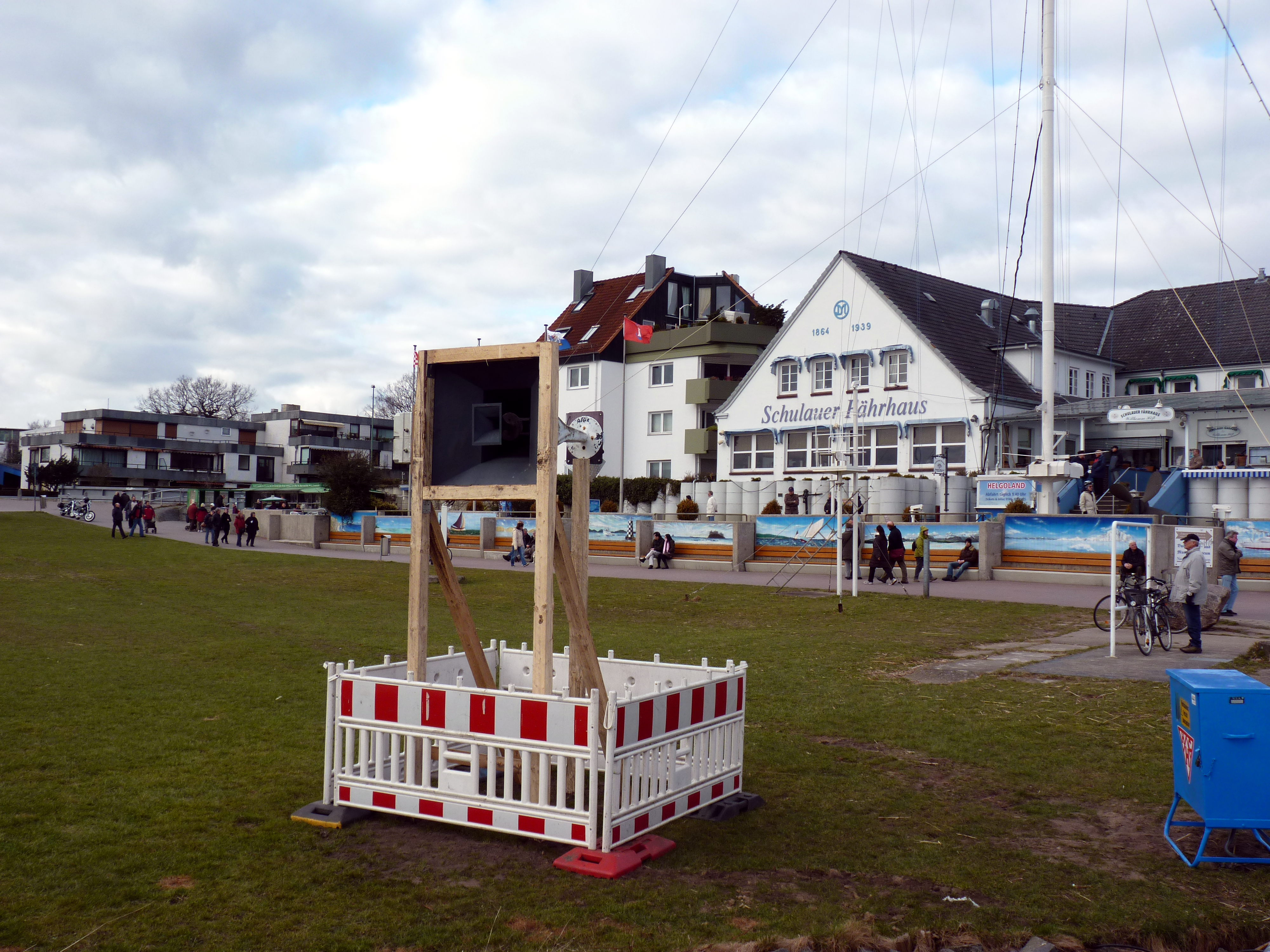
Willkommhöft, le poste de salut des navires de Hambourg.

Au cœur de la ville, l'Alster forme un grand lac dont les Hambourgeois sont fiers et qui compte deux bassins, reliés par une passe : la Binnenalster au cœur même de la ville, où l'on trouve l'hôtel de ville, les quais de Jungfernstieg (de) avec les quartiers commerçants les plus chics, ainsi que banques et hôtels de luxe ; et l'Aussenalster (en) plus au nord, lieu de balades et de bases nautiques.
Les environs de Hambourg ont un charme particulier. Altes Land, la plus grande région de culture d'arbres fruitiers en Allemagne, semble tout indiqué, avec ses vieilles fermes bâties par des Vikings au Moyen Âge[réf. nécessaire], pour des promenades en bus ou à vélo. Les vieux centres historiques de Stade ou de Lunebourg (Lüneburg) ne sont qu′à une demi-heure de Hambourg. En voiture, Lübeck et les plages de la Baltique ne sont qu′à une heure.

### Musique classique
Considéré comme une des premières scènes du monde lyrique, l'Opéra d'État de Hambourg est une des plus anciennes compagnies d'Allemagne, dirigé entre autres par Gustav Mahler et Rolf Liebermann. Hambourg possède plusieurs orchestres renommés, dont l'Orchestre philharmonique (l'orchestre de l'opéra) et l'Orchestre symphonique de la NDR, notamment autrefois dirigé par Hans Schmidt-Isserstedt et Günter Wand. Christoph von Dohnányi en est désormais le chef.

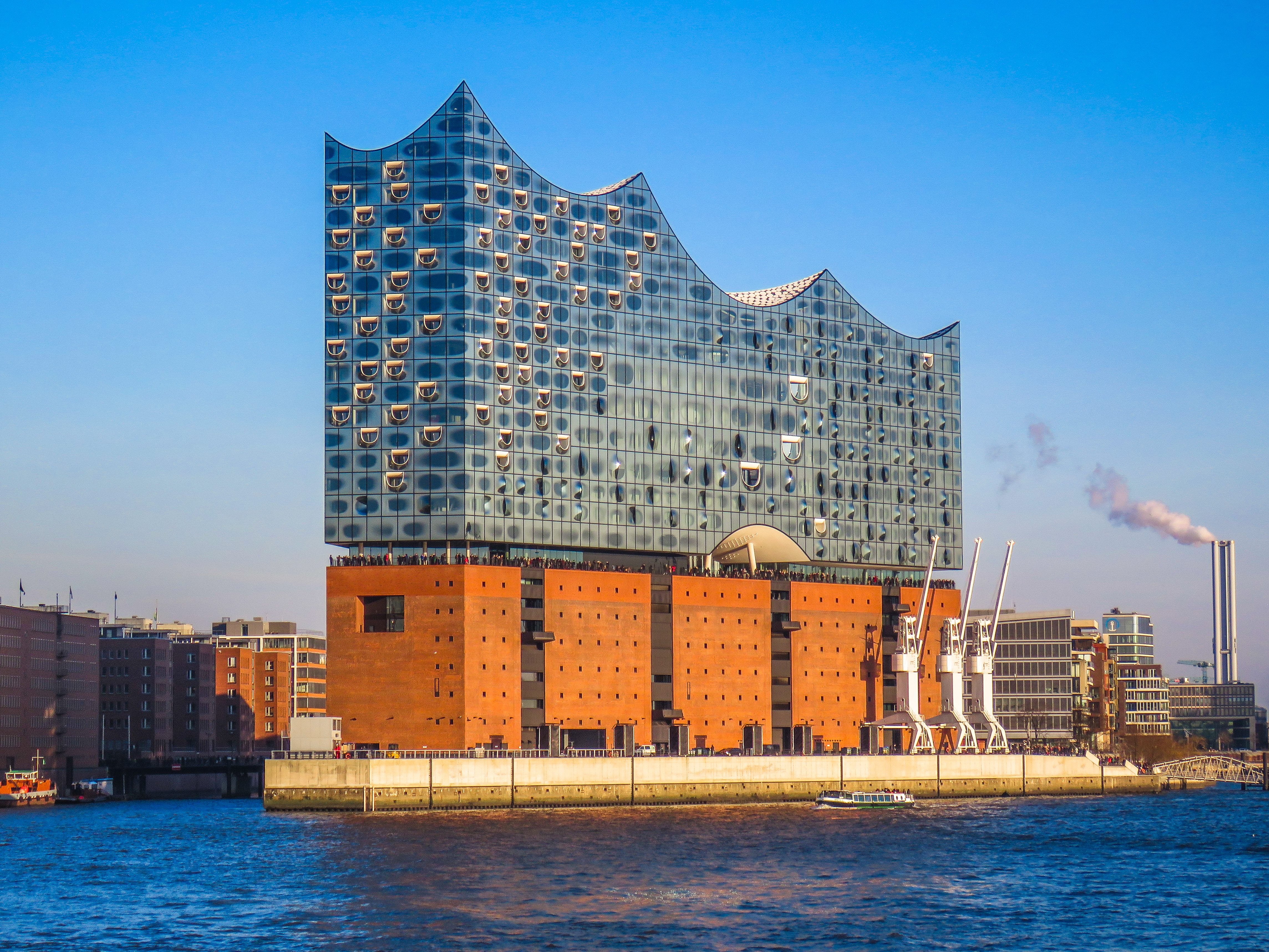
Philharmonie de l'Elbe.

Une nouvelle salle de concert symphonique, la Philharmonie de l'Elbe, abrite ce dernier ensemble en plein centre du port. Son inauguration, prévue à l'origine pour 2010, maintes fois repoussée, a enfin lieu le 11 janvier 2017, en présence d'Angela Merkel.

### Édifices notables
Hambourg comprend de nombreux édifices religieux gravement endommagés durant la Seconde Guerre mondiale et qui ont été restaurés, par exemple l'église Sainte-Catherine de Hambourg, l'église Saint-Pierre de Hambourg ou encore l'église Saint-Jacob de Hambourg.

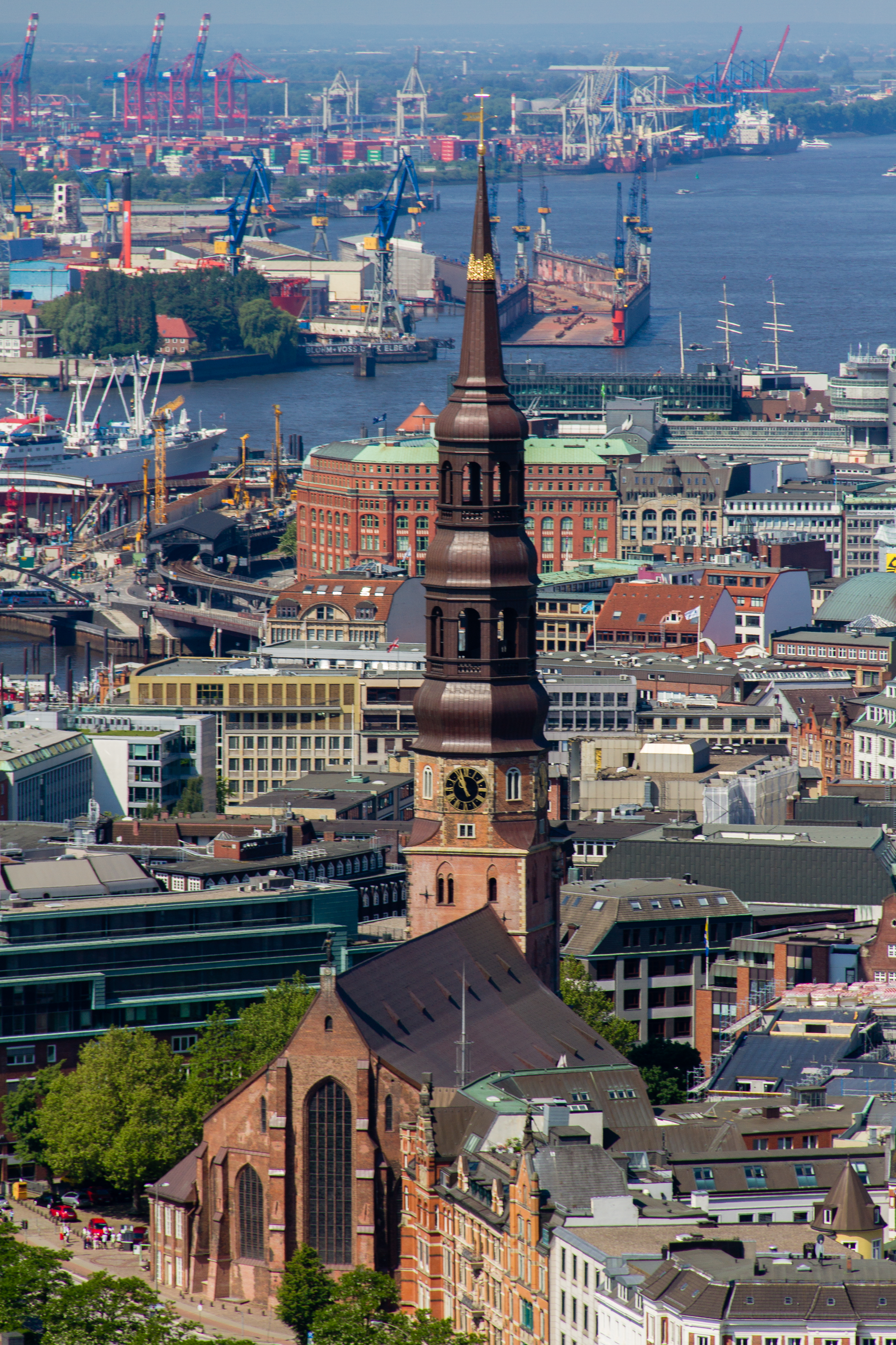
Église Sainte-Catherine de Hambourg.
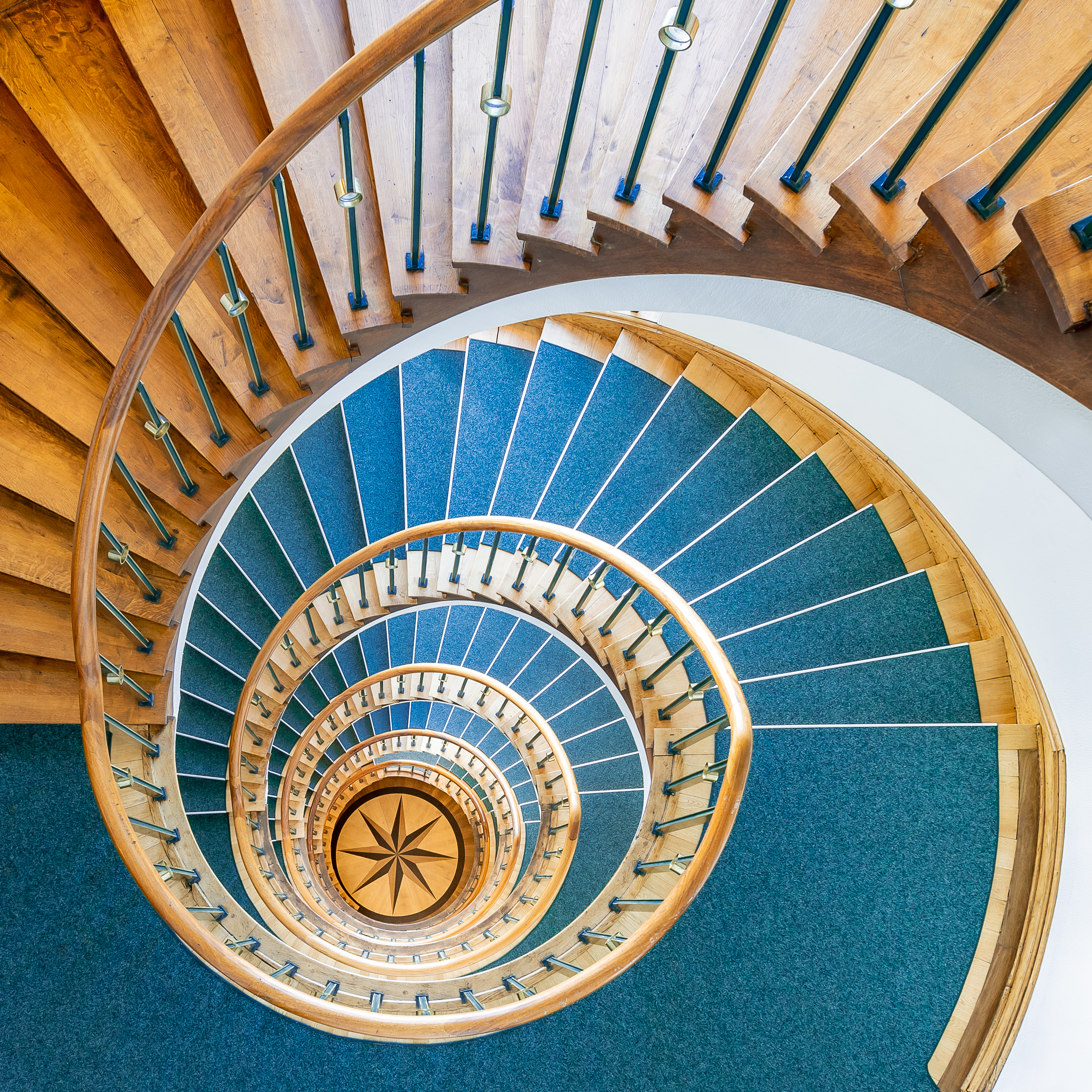
Escalier en colimaçon au Kampnagel (de), centre culturel à Hambourg.
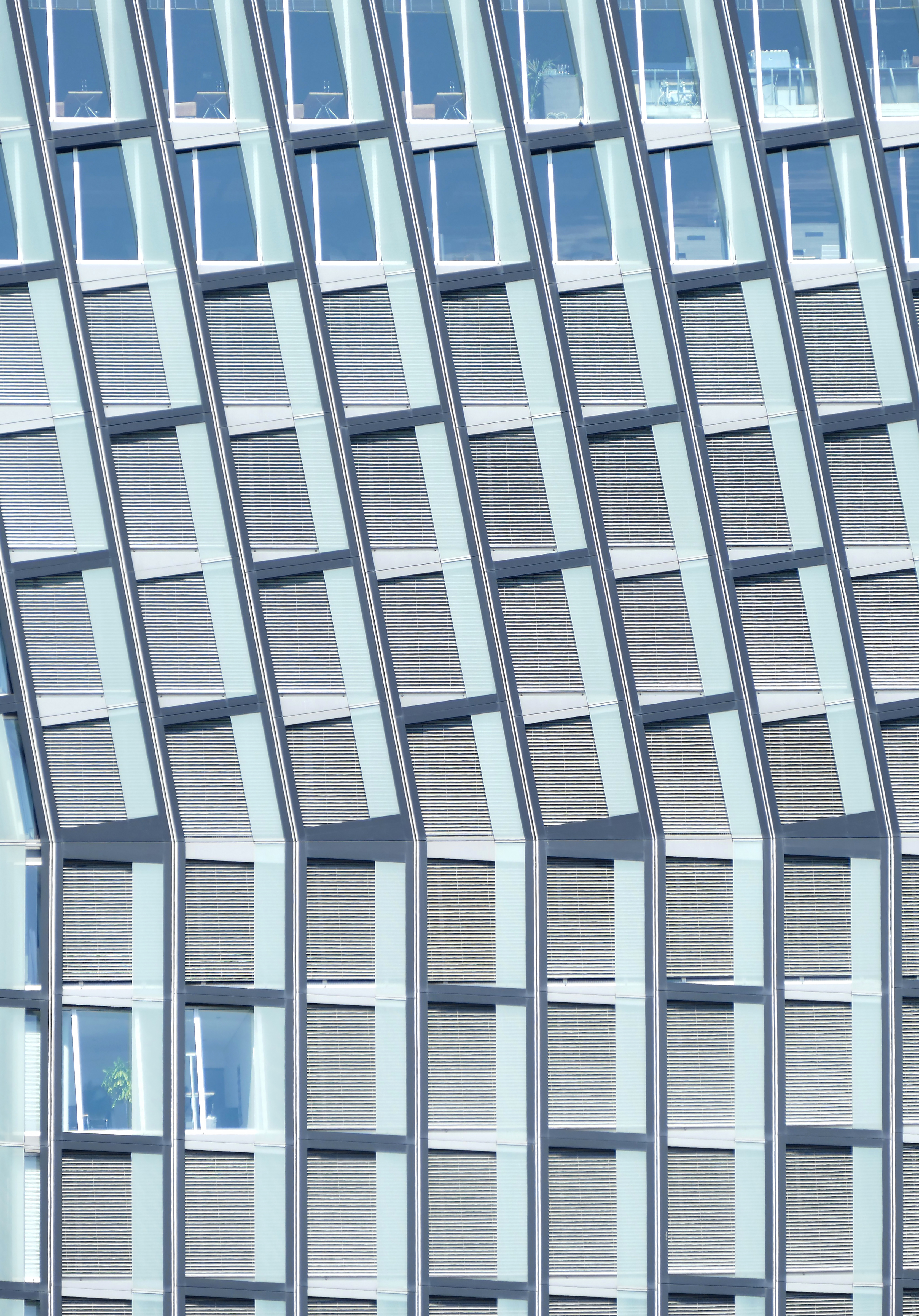
La façade du Tanzende Türme (de), gratte-ciel à Hambourg. Avril 2022.
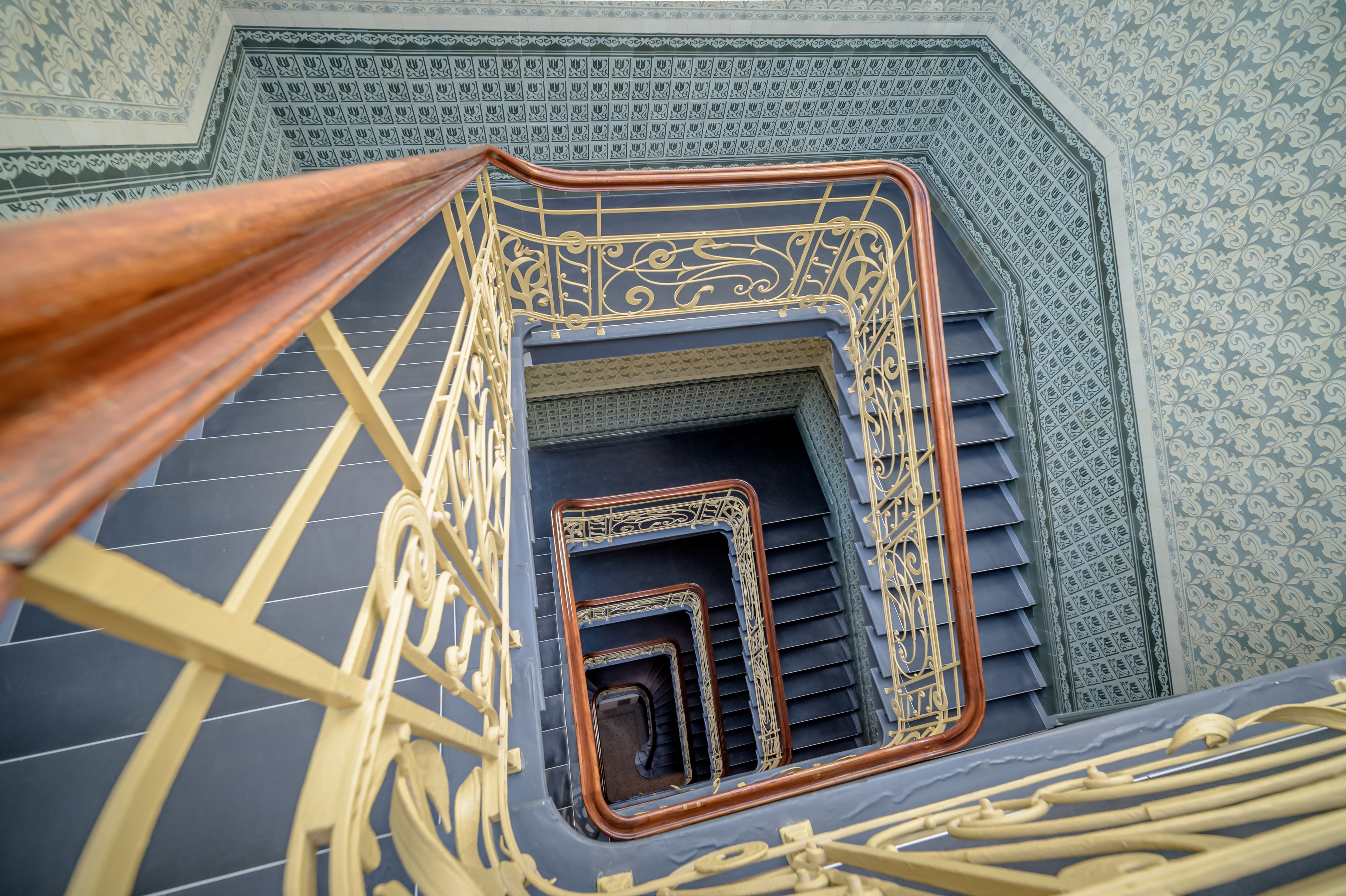
Une cage d'escalier dans un Kontorhaus (de) - une sorte d'immeuble de bureaux - à Hambourg. Février 2022.

La politique urbaine de la ville a consisté pendant longtemps à s'opposer à la construction de gratte-ciel (immeuble d'au moins 100 mètres de hauteur), si bien qu'en 2023 il n'y en a que trois :
- le Radisson Blu Hotel Hambourg construit en 1972 ;
- la Mundsburg Turm I, construite en 1973[77] ;
- la Philharmonie de l'Elbe, dont la construction a démarré en 1996.

Cependant, cette politique est en train de changer et un important gratte-ciel, l'Elbtower (de), haut de 245 m, est en construction et sera achevé en 2025.

### L'amitié franco-allemande et la francophonie à Hambourg
À Hambourg et dans ses environs au nord habitent à peu près 5 000 Français. L'Institut français de Hambourg (Französisches Kulturinstitut) est l'un des lieux où l'on peut apprendre la langue et la civilisation françaises. Avec ses 800 membres, Hambourg Accueil e. V. est un cercle où les Français résidant à Hambourg et les Allemands qui connaissent le français se rencontrent. Il existe également un autre cercle, Cluny (Deutsch-Französische Gesellschaft CLUNY e. V.), fondé en 1947 et reprenant le nom de l'abbaye de Cluny en Bourgogne, en référence à la paix. La plupart des membres sont des Allemands cherchant à améliorer et entretenir leur connaissance de la langue française. En outre, Hambourg compte un lycée français, nommé Antoine de St.-Exupéry, et offrant une scolarité de l'école maternelle au lycée. Les hommes et femmes d'affaires se rencontrent à l'Amicale de Hambourg, le club d'affaires franco-allemand. Les Bretons soignent leurs sources culturelles dans l'Association des Bretonnes et Bretons d'Allemagne du Nord ABBAN e. V. Depuis 2014, il existe un blog d'information francophone. Les Suisses de la Suisse romande se rencontrent dans un « cercle romand ». Nantes Métropole entretient depuis 2017 un partenariat stratégique approfondi avec Hambourg, lequel a été renouvelé et élargi en 2024.
Depuis 2012, l'association arabesques e.V. organise un Festival culturel franco-allemand. Celui-ci dure 5 semaines. Il débute toujours le 22 janvier, date anniversaire du traité de l'Élysée symbolisant l'amitié franco-allemande, pour s'achever fin février.
L'église Saint-Ansgar (de), surnommée en allemand « Kleiner Michel », fut convertie en église catholique pendant l'occupation de Hambourg par les troupes de Napoléon. Après la destruction de l'église en 1945 par les bombardements, elle fut reconstruite grâce à des dons et à l'aide des chrétiens français. C'est pourquoi elle est devenue un symbole de l'amitié franco-allemande. Toutes les semaines, une messe en langue française y est donnée par la Mission catholique française et francophone de Hambourg,.

### Cuisine

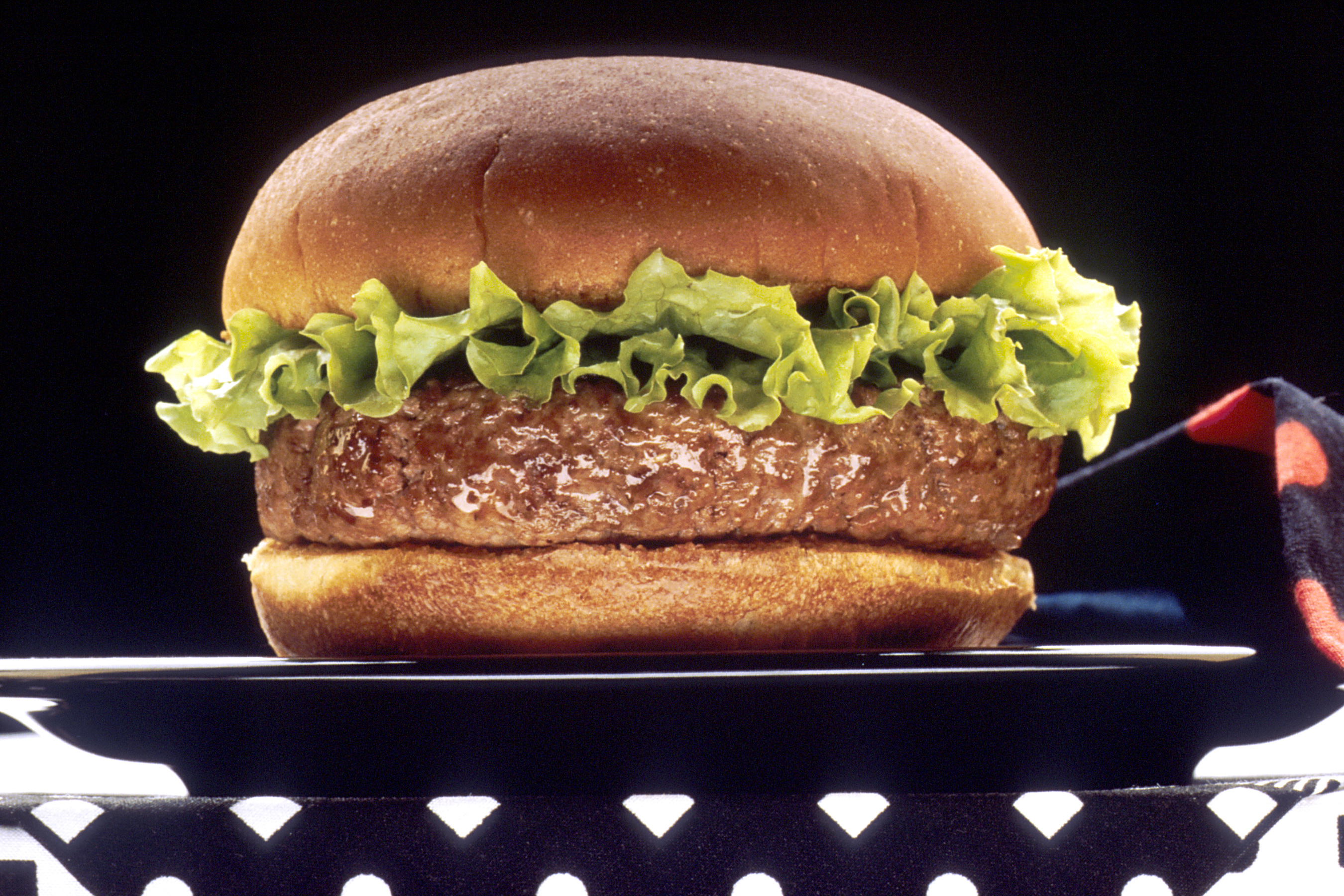
Le hamburger, spécialité culinaire de Hambourg.

Hambourg a donné naissance au hamburger, devenu un des symboles de la cuisine américaine.

### Événements annuels
Plusieurs manifestations d’ampleur nationale ou internationale rythment l’année à Hambourg :
- Hamburger Dom : foire foraine se tenant trois fois par an au Heiligengeistfeld (printemps, été, hiver)[93].

- Hafengeburtstag (Anniversaire du port) : fête portuaire annuelle sur les quais de l’Elbe, avec parades nautiques et animations (traditionnellement en mai)[94].

- Haspa Marathon Hamburg : marathon sur route organisé au printemps (fin avril/début mai)[95].

- Filmfest Hamburg : festival international de cinéma se tenant à l’automne (fin septembre/début octobre)[96].

- Reeperbahn Festival : festival de musique et rencontres professionnelles à Saint-Pauli (septembre)[97].

- Hamburg Pride (en) (CSD Hamburg) : semaine de manifestations et défilé pour les droits des personnes LGBTQIA+ (fin juillet–début août)[98].

- Stadtpark Open Air : série de concerts en plein air de mai à septembre au Stadtpark (Freilichtbühne)[99].

- MS Dockville : festival de musique et d’arts sur les bords de l’Elbe (août)[100].

## Sports
Hambourg est une ville fluviale où l'on trouve un grand nombre d'espaces verts. Elle offre ainsi une très grande variété de sports et de loisirs et l'on y rencontre d'ailleurs un nombre important d'unions sportives amateurs.
La ville compte plusieurs clubs de football. Les deux principaux clubs sont le FC Sankt Pauli et surtout le Hambourg SV, notamment vainqueur de la Coupe d'Europe des clubs champions en 1983 et qui évolue au Volksparkstadion. La rivalité traditionnelle des deux clubs traduit de longue date une polarisation politique, entre le HSV, grand club « bourgeois », et Sankt Pauli, petit club « de gauche ».
Le handball occupe également une très grande place, avec le HSV Hambourg, vainqueur de la Ligue des champions en 2013 et champion d'Allemagne en 2011 devant l'ogre THW Kiel. Le club évolue dans l'O2 World Hamburg, idéale pour recevoir des matchs de la Ligue des champions.
Autres équipes sportives majeures :
- Football americain : Hambourg Sea Devils (ELF)
- Hockey sur glace : Hamburg Freezers (DEL)
- Basket-ball : Hamburg Towers
- Hockey sur gazon : UHC Hamburg

La ville accueille également chaque année la Cyclassics de Hambourg, une course cycliste sur route qui est la seule épreuve du calendrier UCI World Tour organisée en Allemagne.
Hambourg s'est un temps portée candidate à l'organisation des Jeux olympiques et paralympiques d'été de 2024, avant d'y renoncer à la suite d'un référendum qui s'est conclu par un refus de la population.

## Éducation
À Hambourg, le système scolaire subit depuis 2010 une profonde mutation. Les types d'école traditionnels allemands, Grundschule (primaire), Hauptschule (une sorte de collège), Realschule (collège) et Gymnasium (lycée), disparaissent au profit d'une Grundschule unique suivie par le Gymnasium ou la Stadtteilschule (école de quartier). Le Gymnasium permet aux élèves de préparer l'Abitur en 12 ans, la Stadtteilschule en 13 ans.
Il y a trois lycées allemands dans les régions Othmarschen (Gymnasium Othmarschen), Bramfeld (Gymnasium Osterbek) et Neugraben-Fischbek (Gymnasium Süderelbe) où l'on peut passer l’Abibac,.
Outre les écoles allemandes publiques et privées, il existe aussi un lycée français ainsi qu’une école internationale. Le lycée Antoine-de-Saint-Exupéry de Hambourg offre aux enfants une éducation française de la maternelle au baccalauréat général, ainsi que la possibilité de passer l’Abibac. L’International School Hamburg permet aux élèves de passer le baccalauréat international (Organisation du baccalauréat international).

### Universités
La ville comporte 17 universités et instituts d'études supérieures avec un total de 75 514 étudiants inscrits. L'université de Hambourg accueille à elle seule 40 000 étudiants et est considérée comme la cinquième plus grande université d'Allemagne, mais aussi comme l'une des plus jeunes car elle n'a été créée sur décision de la municipalité qu'en 1919. Les racines de l'université sont cependant anciennes puisqu'il existait des établissements d'enseignement supérieur dans la ville dès le début du XVIIe siècle.
Le campus principal est situé dans le quartier d'Eimsbüttel.
À Hambourg se trouve aussi la prestigieuse Haute école de sciences juridiques (Bucerius Law School) qui a su profiter du rayonnement international de la ville pour créer de nombreux partenariats avec l'étranger.

### Villes jumelées
Hambourg est jumelée avec les villes suivantes :
| Ville | Ville              | Pays | Pays             | Période                    |
| ----- | ------------------ | ---- | ---------------- | -------------------------- |
|       | Auckland           |      | Nouvelle-Zélande | depuis 2007                |
|       | Chicago            |      | États-Unis       | depuis 1994                |
|       | Dar es Salam       |      | Tanzanie         | depuis le 1er juillet 2010 |
|       | Dresde             |      | Allemagne        | depuis 1987                |
|       | Kaliningrad        |      | Russie           | depuis 2005                |
|       | Kiev               |      | Ukraine          | depuis le 24 avril 2022    |
|       | León               |      | Nicaragua        | depuis 1990                |
|       | Marseille          |      | France           | depuis 1958                |
|       | Osaka              |      | Japon            | depuis 1989                |
|       | Prague             |      | Tchéquie         | depuis 1990                |
|       | Saint-Pétersbourg, |      | Russie           | depuis 1957                |
|       | Shanghai           |      | Chine            | depuis 1986                |
|       | São Paulo          |      | Brésil           |                            |
|       | Valdivia           |      | Chili            |                            |
|       | Varna              |      | Bulgarie         |                            |

Hambourg est jumelée, entre autres, avec Marseille depuis 1958. Le but de ce jumelage était d'améliorer l'aménagement urbain et les structures économiques des deux villes. Hambourg comme Marseille rencontrent des problèmes communs aux villes portuaires, comme le problème des quartiers en restructuration autour du port et dans le centre-ville, ou celui de l'intégration des immigrants.

## Dicton
- « Hamburg ist das Tor zur Welt, Bremen hat den Schlüssel. » : « Hambourg est la porte sur le monde, Brême détient la clef. » (en référence aux armoiries des deux cités).

## Célébrités
- Johann Rist (1607–1667), poète et auteur de cantiques luthériens
- Sophie Ackermann, (1714-1792), actrice de théâtre allemande
- Georg Nicolaus von Lübbers (1724–1788), faïencier
- Karl Anton Hickel (1745-1798), peintre portraitiste autrichien
- Felix Mendelssohn (1809–1847), compositeur, et sa sœur Fanny Mendelssohn (1805-1847), compositrice
- Emilie Bieber (1810-1884), native de Hambourg, pionnière de la photographie, elle crée un atelier de photographie dès 1852 dans cette ville
- Johannes Brahms (1833–1897), compositeur
- Alfred Lichtwark (1852–1914), directeur de la Hamburger Kunsthalle
- Heinrich Hertz (1857-1894), ingénieur et physicien, découvreur des ondes hertziennes
- Christian Wilhelm Allers (1857–1915), peintre et illustrateur
- Charlotte Engel-Reimers (1870-1930), économiste et militante des droits des femmes
- Emmy Beckmann (1880-1967), éducatrice, femme politique et féministe
- Ernst Thälmann (1886–1944), homme politique
- Carl von Ossietzky (1889–1938), journaliste
- Karl Meitmann (1891–1971), homme politique, président de la fédération SPD de Hambourg
- Hans Albers (1891–1960), comédien allemand
- Emmy Göring (1893–1973), actrice allemande, née à Hambourg
- Bernhard Bästlein, (1894-1944), homme politique. Membre du Parti communiste d'Allemagne, il est député au Reichstag et s'engage à partir de 1933 dans la résistance contre le nazisme.
- William Borm (1895-1987), homme politique allemand et agent de la Stasi, y est né.
- Trude Petri (1906-1998) designeuse céramiste, est née à Hambourg
- Heinz Linge (1913–1980), officier d'ordonnance et le majordome en chef d’Adolf Hitler
- Elisabeth Ostermeier (1913-2002), résistante et femme politique allemande, membre du Parlement de Hambourg
- Wilhelm Mohnke (1911–2001), SS-Brigadeführer, il est l’un des 120 membres d’origine de la SS-Stabswache Berlin formée en mars 1933
- Walter Brehmer (1894–1967), général allemand de la Seconde Guerre mondiale.
- Renée Adorée (1897-1933), actrice de cinéma française
- Max Ophüls (1902–1957), cinéaste allemand qui travaille aussi en France, y est mort le 25 mars 1957
- Ernst Klodwig (1903–1973), pilote automobile, mort à Hambourg
- Gerd Bucerius (1906–1995), homme politique, juriste, journaliste, cofondateur de l'hebdomadaire Die Zeit
- Helmut Schmidt (1918–2015), homme politique et chancelier fédéral de 1974 à 1982
- Wolfgang Borchert (1921–1947), dramaturge et écrivain
- Hans Leipelt (1921-1945), résistant au nazisme au sein de la Rose blanche de Hambourg
- Maria Leipelt (1925-2008), résistante de la Rose blanche de Hambourg, biochimiste
- Hermann Kant (1926–2016), auteur et homme politique
- Tom Stonier (1927–1999), philosophe allemand
- Karl Lagerfeld (1933–2019), styliste, photographe et créateur
- Moje Menhardt (1934–), peintre
- Uwe Seeler (1936–2022), footballeur
- Jan Voss (1936–), artiste peintre vivant en France
- Christiane Schneider (1948-), femme politique allemande membre du parti Die Linke
- Joachim Witt (1949–), musicien
- Angela Merkel (1954–), chancelière fédérale allemande, née à Hambourg
- Olaf Scholz (1958–), chancelier fédéral allemand, Premier bourgmestre de Hambourg de 2011 à 2018
- Nena Kerner (1960–), chanteuse, vit à Hambourg
- Andreas Brehme (1960–), footballeur
- Sascha Konietzko (en) (1961–), chanteur et musicien
- Anja Freese (1965–), actrice allemande, vit à Hambourg
- Christoph Brüx (1965–), compositeur, claviériste, producteur de musique, arrangeur et réalisateur (film sous-marin)[114]
- Tatjana Patitz (1966–), mannequin et actrice
- Stefan Effenberg (1968–), footballeur
- Fatih Akin (1973–), réalisateur
- Karen Köhler (1974-), actrice, illustratrice, dramaturge et écrivaine
- Samuel Sorge (1977–), musicien
- Naima (1981-), chanteuse allemande
- Fettes Brot (1992–), groupe musical (trio)
- Toni Garrn (1992–), mannequin allemand
- Carolyn Genzkow (1992–), actrice
- Felix Jaehn (1994–), DJ allemand
- Zoe Wees (2002-), chanteuse allemande
- Sina Vodjani (1954-), musicien, photographe et peintre
- Les attentats du 11 septembre sont perpétrés par les terroristes de la cellule de Hambourg